# Cucina tedesca

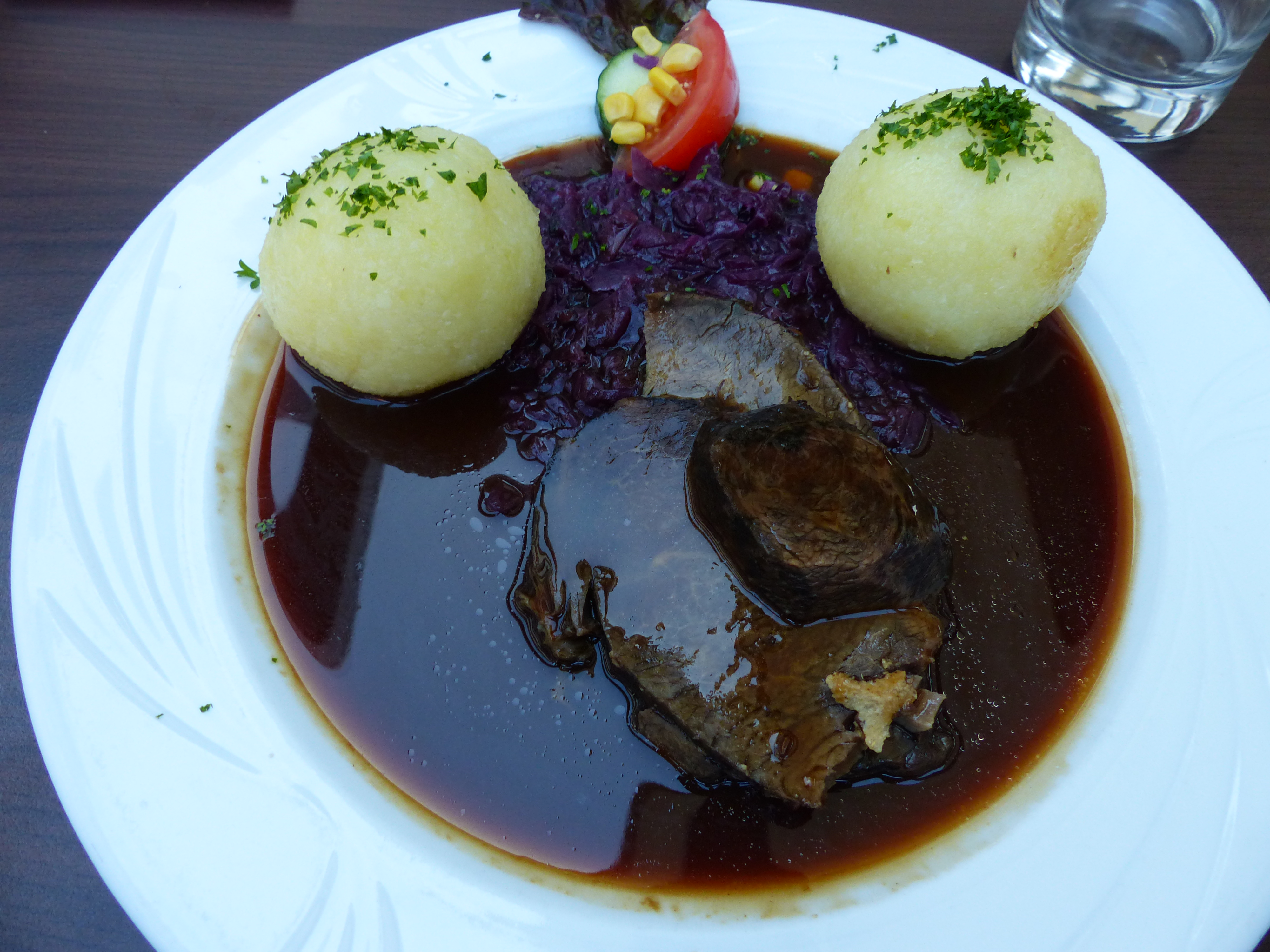
Sauerbraten - arrosto con crauti rossi e grandi gnocchi di patata (Kloss)

La cucina tedesca è l'espressione dell'arte culinaria sviluppata in Germania. Al di là degli stereotipi che concernono il consumo di birra, maiale, cavolo e patate, la Germania possiede una cucina ricca in diversità e innovativa, dagli ingredienti multipli, spesso sposando il dolce dello zucchero al salato. Possiede inoltre di una vasta gastronomia e di cuochi rinomati.
Dal pesce e dai crostacei del Mare del nord e del Mar Baltico alla salsiccia bianca (Weißwurst) della Baviera, passando per la zuppa di cozze della Renania e le varie specialità di arrosto, la Germania offre anche diversi tipi di pasta e di ravioli.
La grande autonomia di ogni regione tedesca ha permesso lo sviluppo di pratiche culinarie locali, a volte con arricchimenti dovuti agli apporti dai paesi vicini. Così in Germania esiste un gran numero di piatti regionali che sono diventati emblematici del paese intero.

## Presentazione ed evoluzione
A motivo delle conquiste e delle migrazioni, ma anche  per gli scambi culturali con i paesi limitrofi, la cucina tedesca ha saputo assimilare altre tradizioni culinarie.

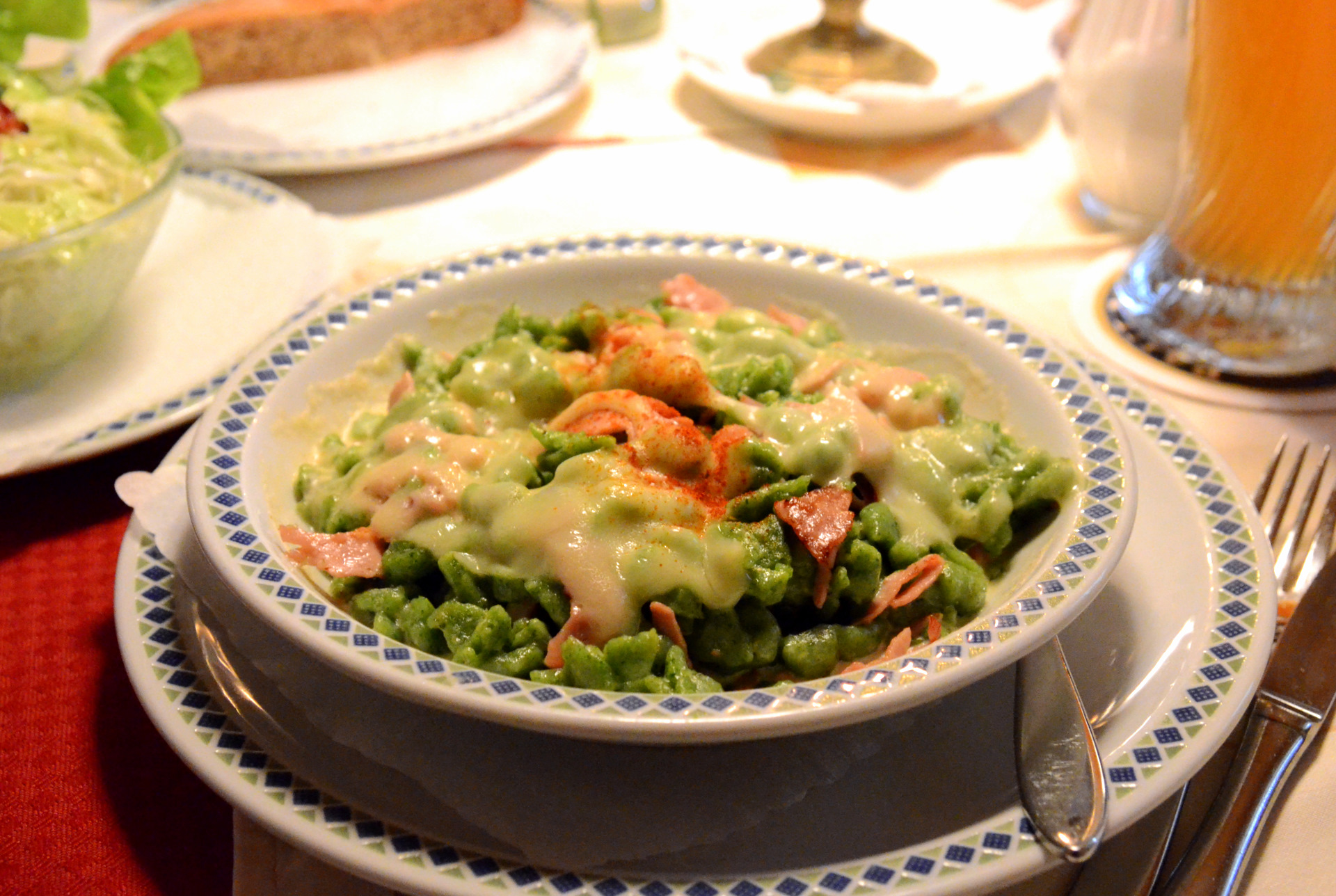
Gli Spätzle, gnocchetti della regione Svevia, in questo caso agli spinaci, diffusi in tutto il sud della Germania e in Austria.

D. Desjeux, nel suo studio sui Comportamenti alimentari in Europa, divide il continente europeo in aree di influenza e posiziona la Germania nei paesi del Nord. Segnala la dominazione delle patate e del cavolo rea ortaggi e verdure, l'importanza accordata alla carne (manzo e  maiale) sia sotto forma di arrosto sia di stufato, la presenza dei grassi solidi in rapporto ai grassi liquidi e il gusto marcato dello zucchero e soprattutto del miele (pan di zenzero), la preferenza per la frutta secca o cotta piuttosto che per la frutta fresca.
Nel nord della Germania una costa marittima di oltre 2300 km tra il Mare del Nord e il Mar Baltico ha storicamente favorito il consumo del pesce (aringa, anguilla, granchio, gamberi, conchiglie, salmone, spratti, platessa ed altri) e dell'aspro.
La lunghezza delle frontiere appare anche in alcuni piatti importati dai paesi vicini: certi formaggi dalla Francia e dal Belgio, funghi marinati e un tipo di ravioli farciti dalla Polonia. I Knödel, seppur presenti anche in Boemia, nell'odierna Repubblica Ceca, hanno invece seguito il percorso inverso: sono infatti tipicamente tedeschi e sono sopravvissuti nella cucina boema, territorio da sempre sotto forte influenza tedesca. L'influenza viennese è all'origine dei piatti divenuti tradizionali, come la Sachertorte, gli Schnitzel (scaloppine di carne impanata) e le varietà di salsicce.

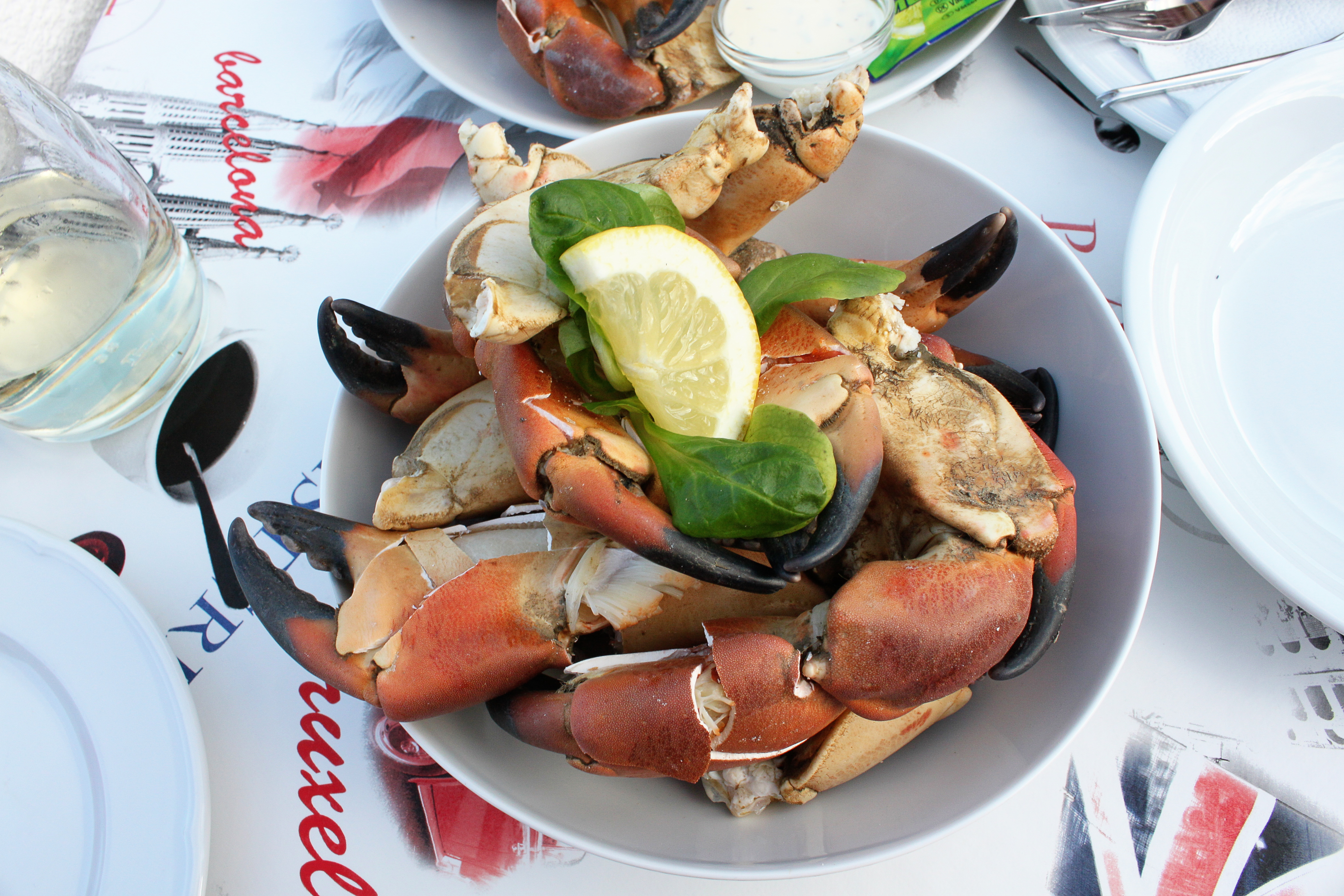
Knieper - Chele di granchio del Mare del Nord

Durante il Medioevo e fino al XVII secolo la cucina familiare era un pasto a base di cereali, di verdure dell'orto (cavoli, rape, carote, fave) e di carni locali, cioè una cucina di terra. L'arrivo delle spezie (curry, zucchero, tè, caffè, cioccolato) apportò l'esotismo e un gusto più marcato. A quest'epoca data il gusto dei tedeschi, soprattutto quelli del Nord della Germania, per una cucina speziata con l'unione di zucchero-sale o agrodolce, come le caramelle alla liquirizia o il piatto Himmel und Erde, che mescola mele e patate. Questi stessi gusti culinari si trovavano in Europa, ma questa pratica, perduta in Francia alla fine del XVIII secolo, resta tuttora corrente in Germania.
Vicino a questa cucina familiare esiste una cucina di corte, più sofisticata. I cuochi francesi sono spesso chiamati nelle corti dei principi. Nel XIX secolo si assiste in Europa a un tentativo di normalizzazione della cucina, con la scrittura di un libro di ricette. La borghesia ha colto la cucina della corte. Lo stile Biedermeier si manifesta fin nella materia culinaria, dove si cerca di privilegiare una cucina "semplice e confortevole". Si effettuò una divisione tra la cucina detta "nobile" e la cucina di terra. Questa vinse le lettere di nobiltà e apparve sulle tavoli borghesi. Thomas Mann in I Buddenbrook ci dona un'immagine della tavola borghese del suo secolo: rombi e arrosto di carne al sangue.
Alla fine del XX secolo la Germania, come gli altri paesi, subì un processo di uniformazione della cucina con l'introduzione di piatti surgelati e di preparazioni standardizzate. Al cavolo, dalla preparazione troppo lunga, si preferì il ricorso al cavolfiore e al pomodoro e il consumo delle patate cominciò a diminuire. La ristorazione rapida favorì una cucina mondializzata.
Si assiste anche alla nascita di un'alta gastronomia tedesca, con l'emergere di chef prestigiosi come Heinz Winkler a Aschau im Chiemgau in Baviera, Johann Lafer, che presenta una trasmissione televisiva a Stromberg in Renania-Palatinato, o Dieter Kaufmann a Grevenbroich in Renania del Nord-Westphalia, inoltre con i suoi 9 ristoranti tre stelle la Germania si piazza al secondo posto dopo la Francia nella guida Michelin.
Il Paese ha anche saputo aprirsi alle altre culture e ristoranti propongono adesso cucine esotiche (turca, indiana, cinese).
Una reazione contro la standardizzata del cibo sembra comparire con movimenti come lo Slow Food, per la preservazione dei piatti regionali. Secondo Gilles Fumey, i tedeschi sono attaccatissimi al loro patrimonio culinario e si riuniscono per numerosi concorsi di cucina.

## I pasti e i loro ingredienti
Fino alla fine del XX secolo la giornata tedesca era scandita da tre pasti e qualche spuntino.
(Proverbio culinario tedesco)

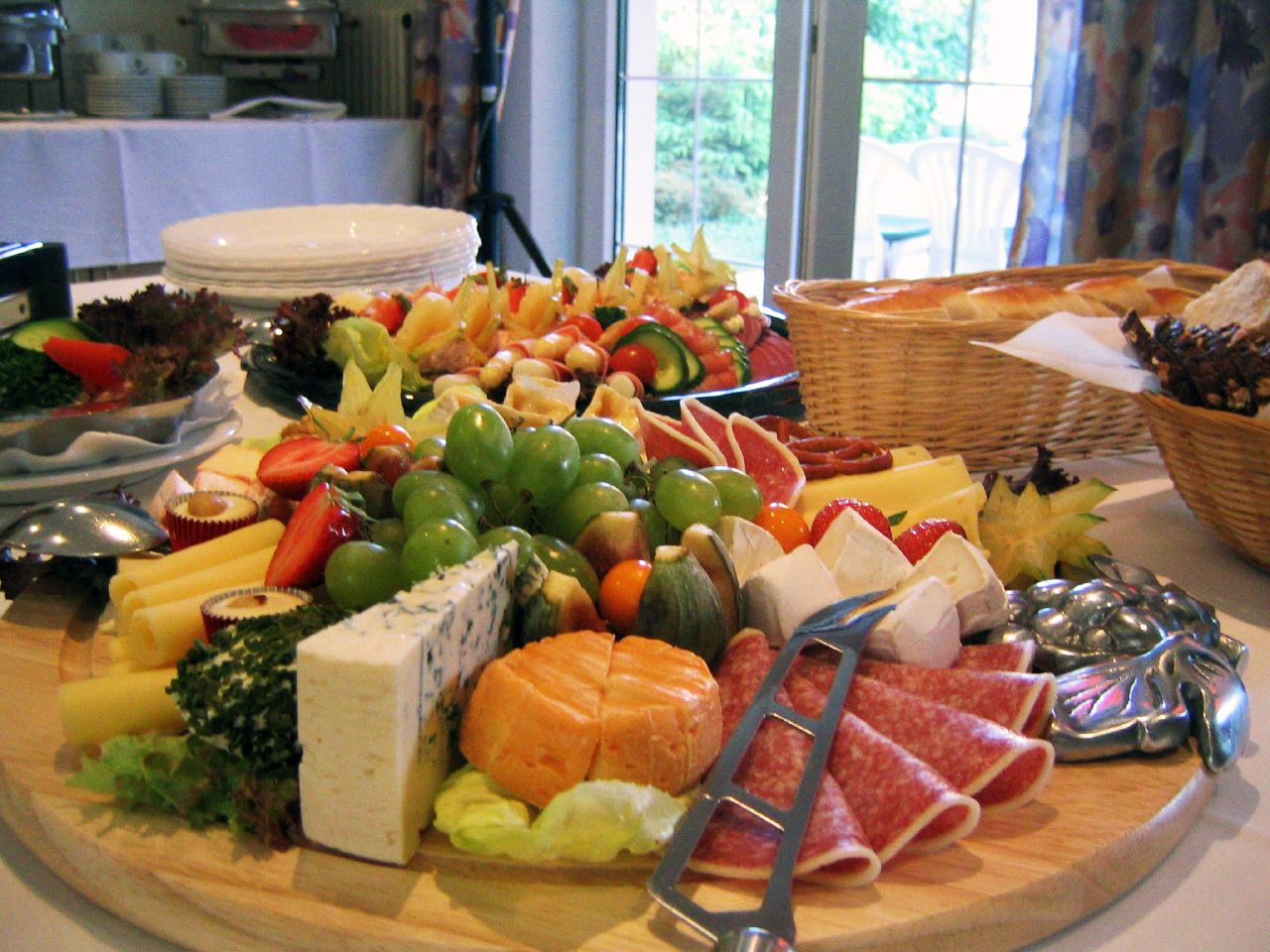
Buffet tedesco.

Il primo pasto, la colazione (Frühstück), è un pasto salato ricco, composto da salumi e da formaggi. Si consuma del pane di numerose varietà, molto spesso pane di segale. La bevanda tradizionale della colazione è il caffè, ma si trova nel Nord una preferenza per il tè. I cereali sotto forma di muesli si stanno aggiungendo al primo pasto della giornata. Tuttavia si nota adesso un disamore per questa colazione che, specialmente per gli adolescenti, non è spesso presa in considerazione.

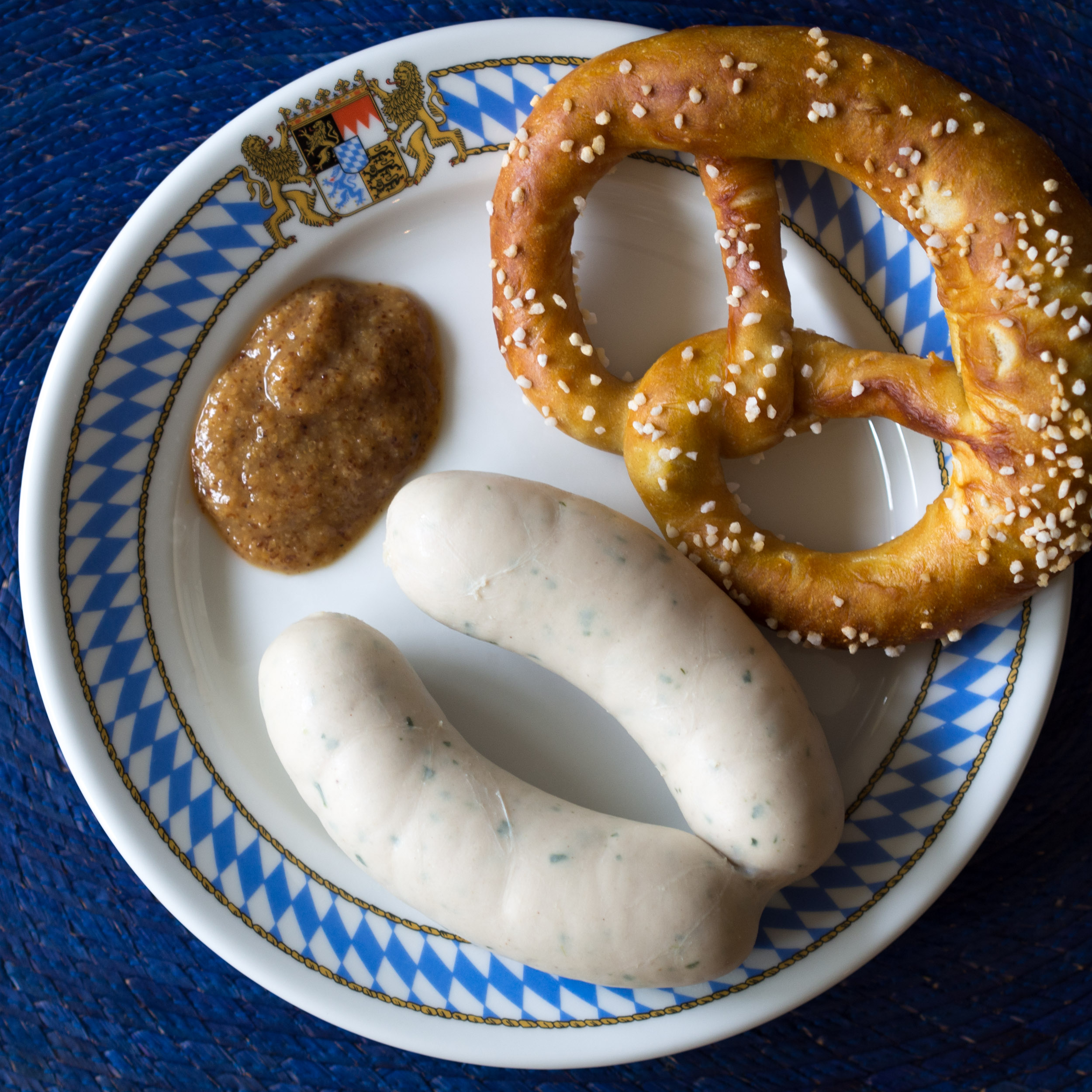
Weißwurst - La salsiccia bianca bavarese

Il pasto del mezzogiorno era tradizionalmente il più importante della giornata. Consumato in famiglia, era generalmente composto da una zuppa, da un piatto di carne e verdure e una crema come dessert. Tuttavia l'allontanamento della famiglia per questo pasto tende a far sparire quest'abitudine. Gli studenti che restano a scuola fino alle 14 devono sostenersi con un panino preparato il mattino. Le persone che lavorano preferiscono mangiare nelle mense o nei servizi di ristorazione rapida che offrono un cibo ricco di grassi, povero di vitamine, consumato rapidamente come le salsicce grigliate, il Currywurst o il kebab, arrivato in Germania con i primi immigrati turchi. Solo il pasto della domenica o il pasto delle feste conserva la sua dimensione conviviale.
Il pasto serale si consuma molto presto la sera, verso le 18, e si limita spesso a un piatto di salumi e di formaggi. Tuttavia le abitudini alimentari tedesche tendono ad europeizzarsi. La sparizione del pasto conviviale di mezzogiorno porta le famiglie a ritrovarsi la sera davanti ad una tavola più ricca.
A questi tre pasti si aggiungono degli spuntini presi durante la giornata. Il più importante è la merenda, dove si può degustare una grande varietà di pasticcini venduti nelle panetterie-pasticcerie o degustati nelle sale da tè. La tavola della merenda della domenica era, a questo titolo, tradizionale. I tedeschi si ritrovano spesso attorno ad una birra e caramelle salate da sgranocchiare.

### Carni e salumi

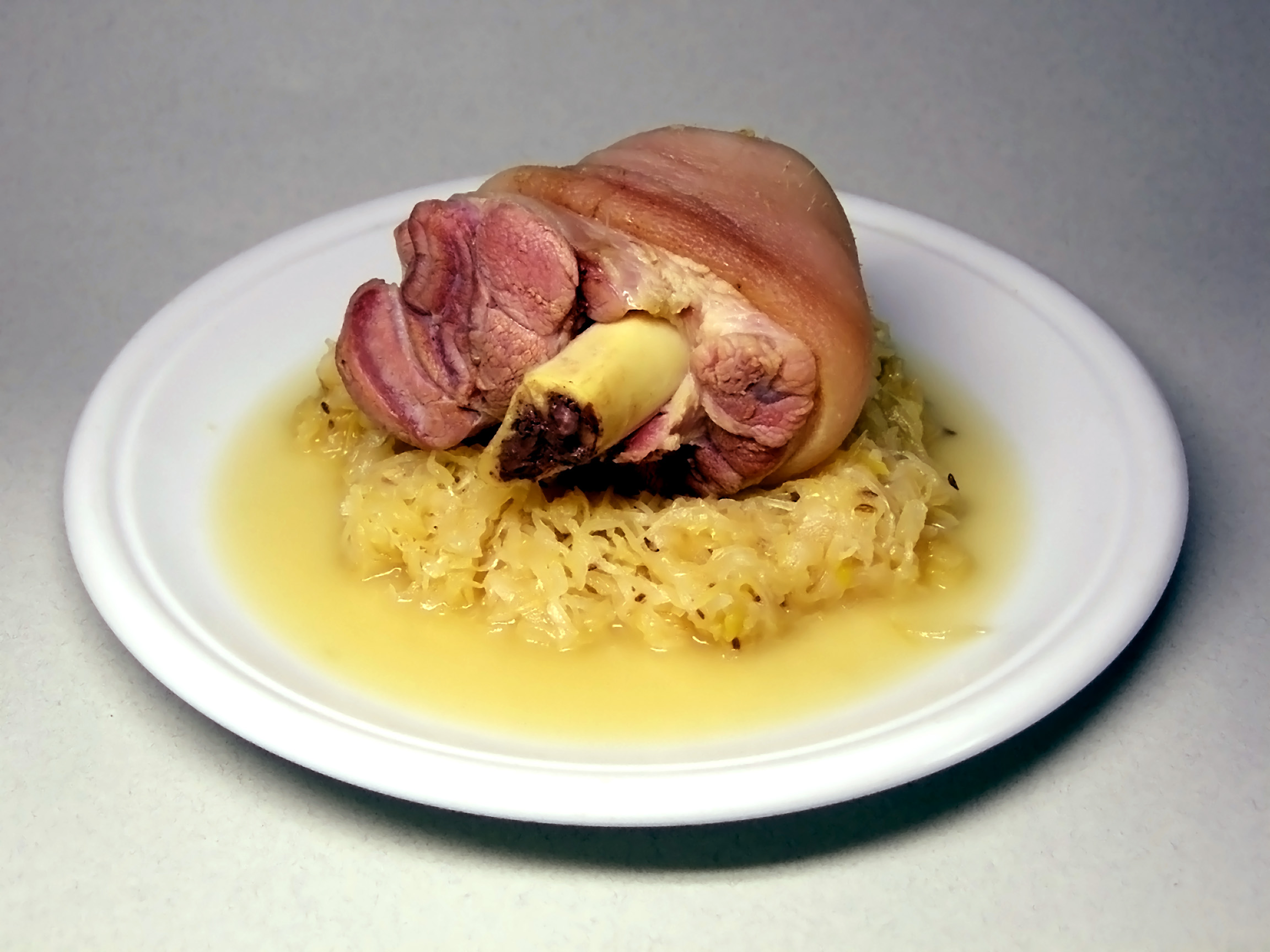
Eisbein - Stinco al vapore e crauti.

La Germania è principalmente conosciuta per la diversità delle sue preparazioni a base di maiale. Questa rappresenta quasi la metà della carne consumata in Germania. Le salsicce variano in diverse forme: salsiccia di Vienna (Wiener Würstchen), piccole salsiccia di Norimberga (Nürnberger Rostbratwürstchen), salsiccia di Turingia (Thüringer Rostbratwurst), Leberwurst (Salsiccia a base di fegato), Blutwurst (Salsiccia a base di sangue di maiale), Weißwurst di Monaco, Currywurst di Berlino, Brägenwurst (Salsiccia a base di cervella, nella Germania di Jean-Claude Klotchkoff) della Germania del Nord, Grützwurst (Salsiccia a base di semola di grano e di sangue). Si trovano anche delle specialità di prosciutto o di stinco di maiale (Eisbein): prosciutti di Westfalia, della Foresta Nera o dell'Ammerland, stinchi di maiale ai knödel o alla berlinese. La carne si serve generalmente in pezzi sostanziosi come il celebre Wiener Schnitzel. Lo stinco di maiale (Schweinhaxe) e l'arrosto di manzo (tradizionalmente anche cavallo) all'aspro (Sauerbraten) sono la base di numerose specialità regionali. Degno di menzione è anche il knackwurst, una salsiccia di cui esistono diverse varianti in tutta la Germania.
Secondo Gilles Fumey i tedeschi preferiscono una cucina di trasformazione come le salsicce, il Saumagen (pancia di maiale farcita con una miscela di carne di maiale, carne di salsiccia e patate passate all'accetta), le polpette di carne piuttosto che le grigliate. Tuttavia il semplice arrosto, di carne di maiale o di manzo, è un piatto apprezzatissimo e sulla cui cottura esiste tutta una letteratura.
Accanto ai salumi si trova anche della carne di manzo, soprattutto in Baviera, della selvaggina (cinghiale, cervo, capriolo, coniglio) e dei volatili (oca nel Nord, pollo, tacchino, anatra). L'agnello e il cavallo non sono molto consumati.

### Pesci

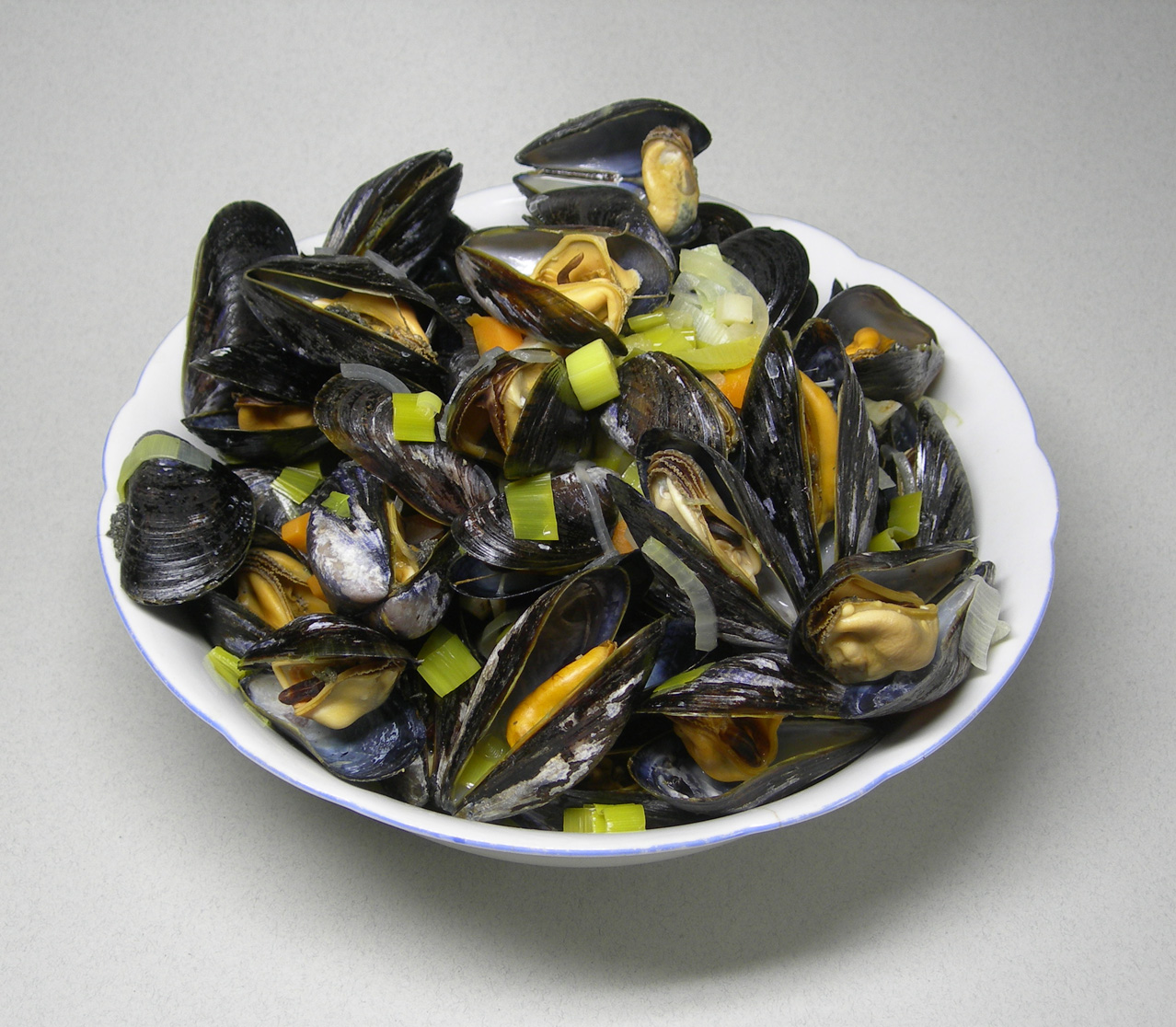
Rheinische Muscheln - Cozze alla Renana

Il mar Baltico e il mare del Nord forniscono alla Germania del Nord una gran quantità di pesci di mare come le aringhe affumicate (Sprotten) o marinate (Matjes), l'anguilla o la passera. Si possono anche degustare dei gamberetti e delle zuppe di aragosta o di vongole e cozze.
I numerosi laghi e i corsi d'acqua forniscono pesce d'acqua dolce. Nell'est della Germania si trova principalmente la carpa. La trota è consumata in tutto il paese. I laghi di Costanza, di Starnberg, e di Ammersee forniscono dei coregoni consumati affumicati.
L'aringa, consumata in diverse forme, rappresenta una delle specialità di mare tedesche più consumate. Alcune ricette sono qui riportate:
- Aringa marinata Rollmops: Si tratta di rotoli di aringhe marinate arrotolate attorno ad un cetriolo e tenute insieme da due stecchini di legno
- Aringa marinata Matjes: Si tratta delle aringhe femmine, catturate prima del raggiungimento della maturità sessuale (pertanto più ricche di grassi) e marinate in acqua, sale e spezie.
- Aringa marinata Bismarkhering: Questa aringa, marinata in aceto e spezie, era talmente amata da Otto von Bismarck che se la faceva portare a Berlino periodicamente da Stralsund sul mar Baltico.
- Brathering : aringa fritta
- Heringssalat: L'insalata di aringa consiste in aringa di tipo Matjes spezzettata ed unita ad altri ingredienti che variano a seconda della preparazione. Possono essere aggiunte verdure di vario genere, come ad esempio le rape rosse, ma anche la panna acida, cipolle o salsa alla senape.
- Raeucherhering: L'aringa viene tradizionalmente affumicata, spesso anche già a bordo di piccoli pescherecci ancorati nei porti marittimi. In questo caso il modo migliore di mangiarla è quello di unirla al Meerrettich, ovvero al Rafano.
- Gruene Heringe: Queste sono le aringhe non marinate, non affumicate, ma semplicemente cotte, sia al forno che bollite.

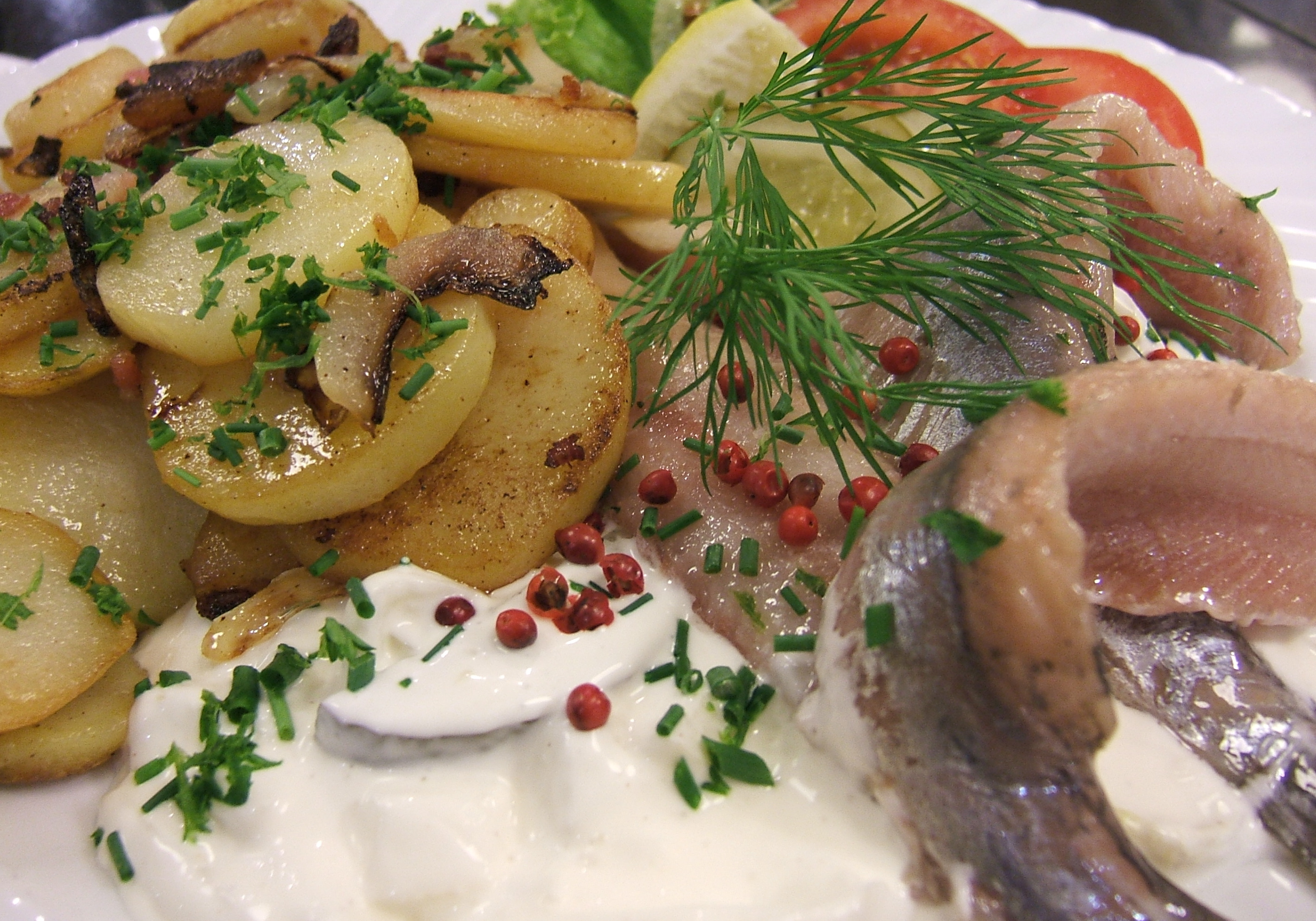
Il Matjes con panna acida, pepe rosso e patate
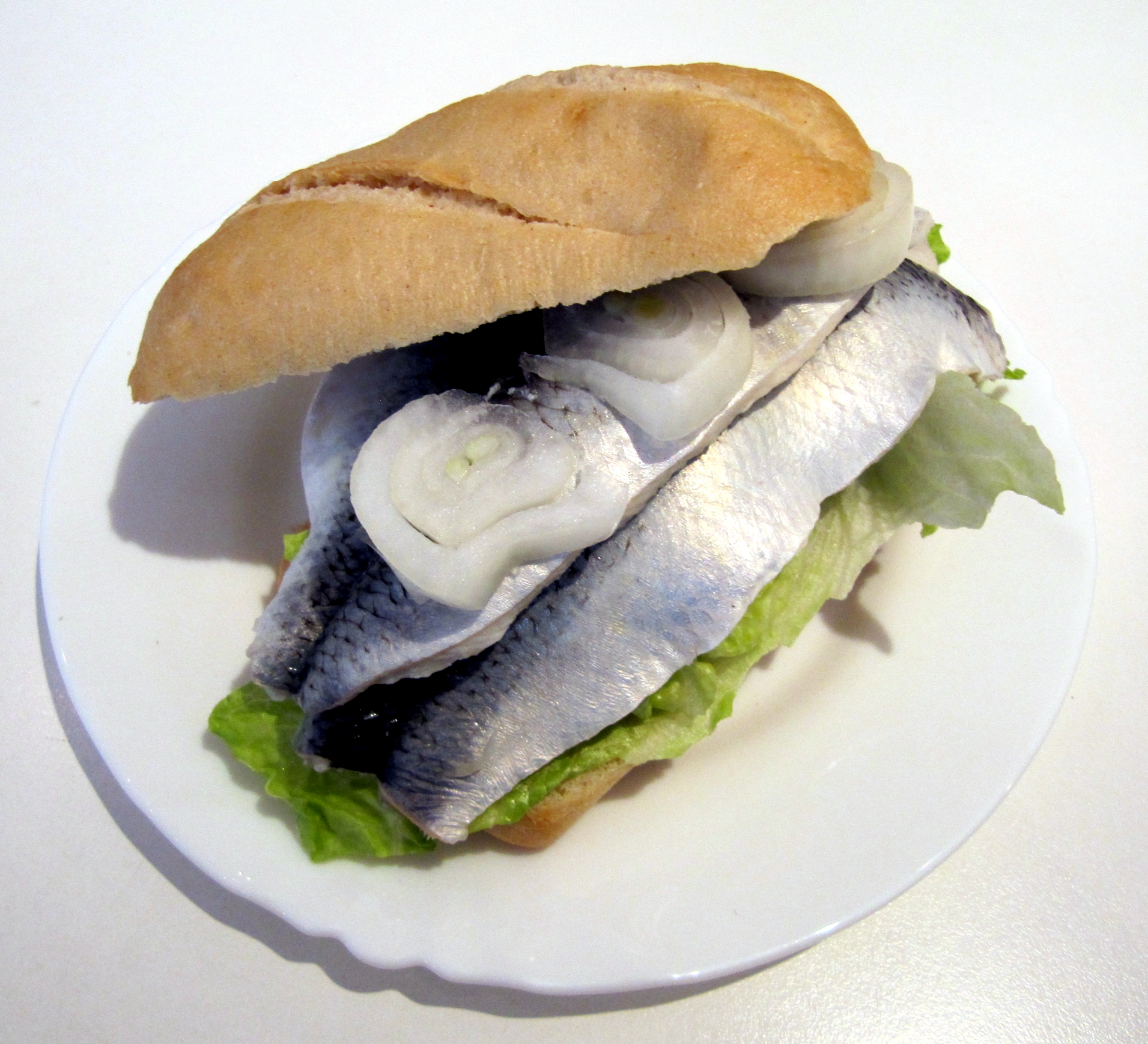
Bismarkhering nel panino (Fischbrötchen)
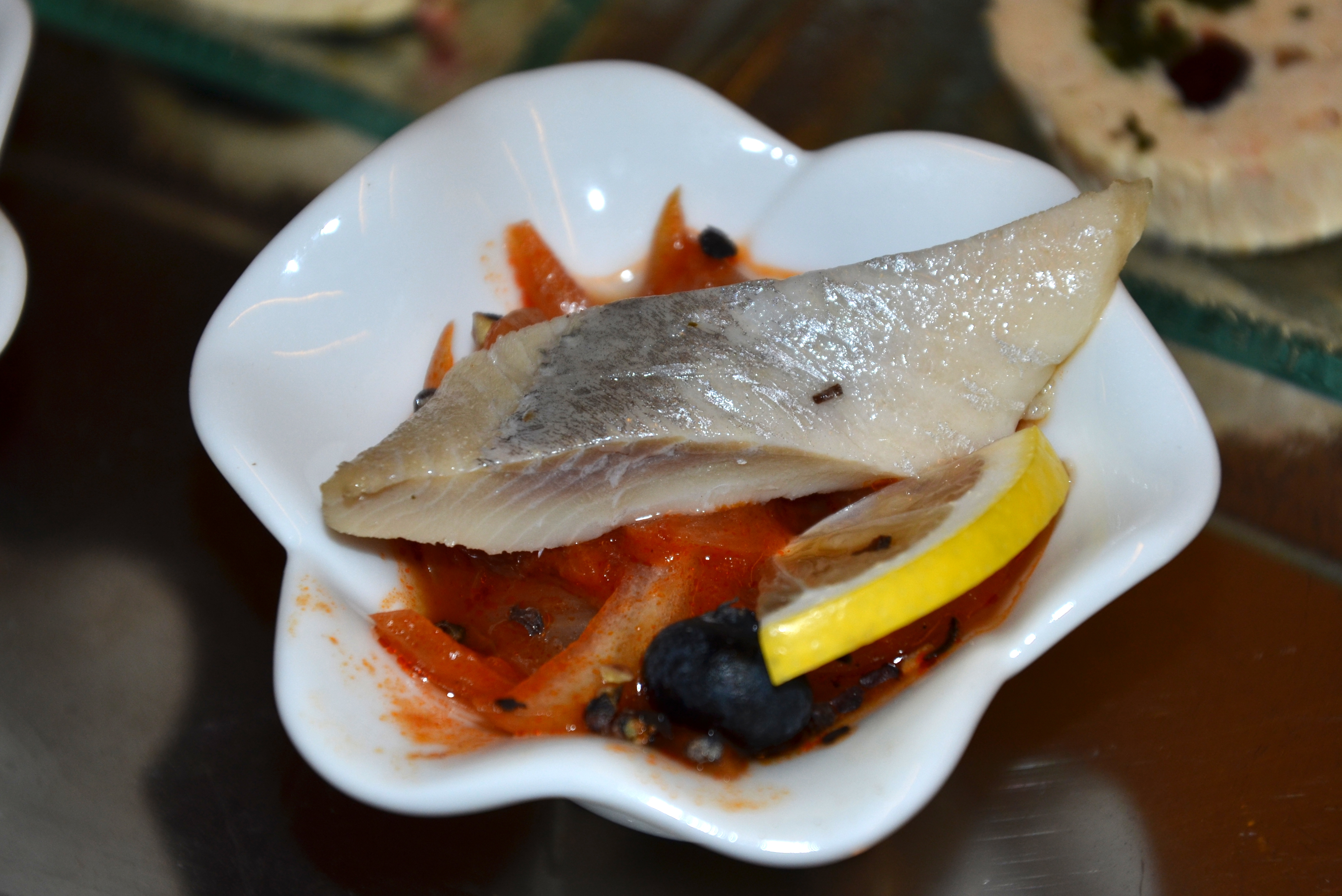
Aringa con verdure come antipasto
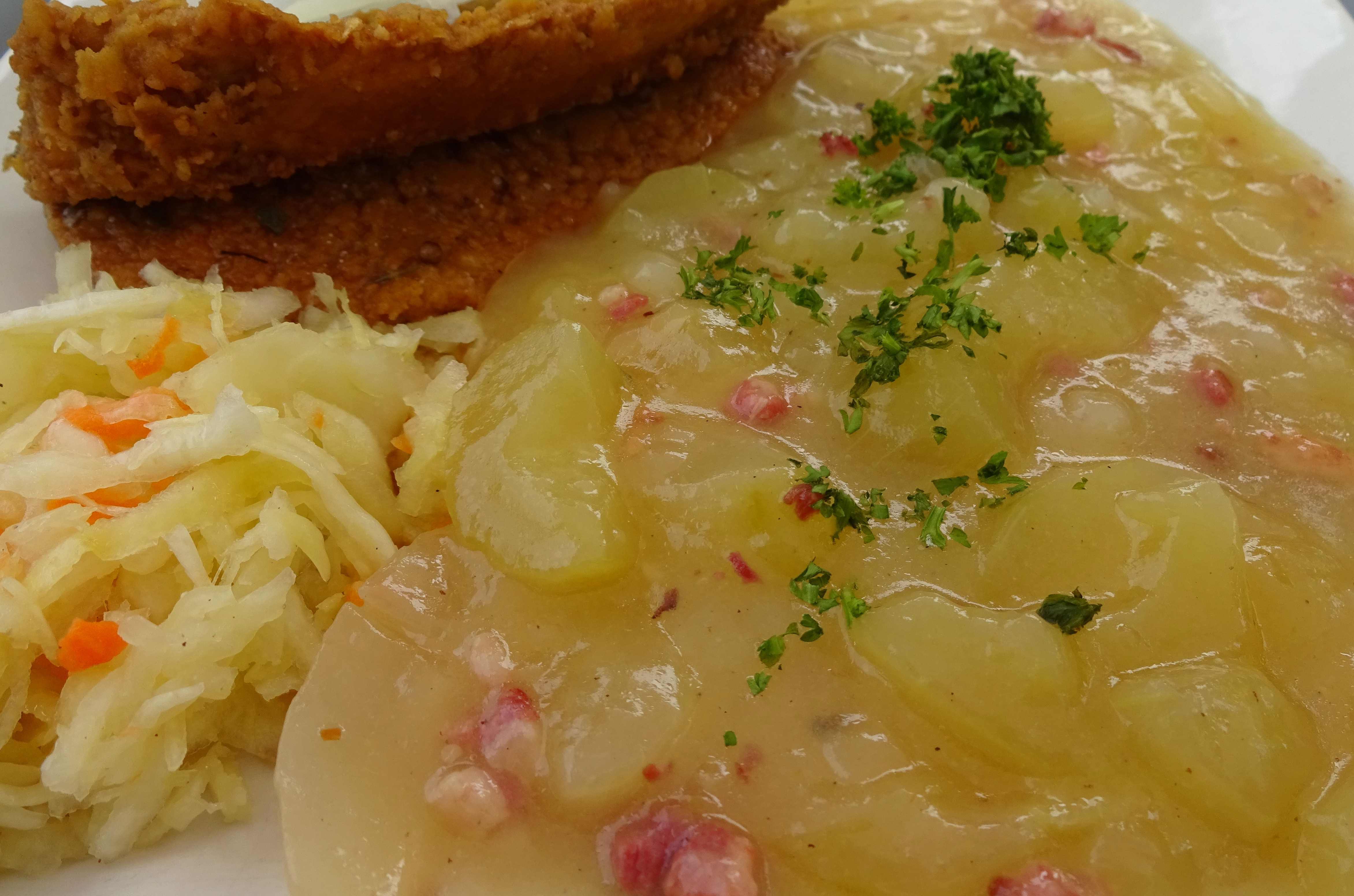
Brathering (aringa fritta) con un Kartoffelsalat, insalata di patate fredda con cipolla e spezie
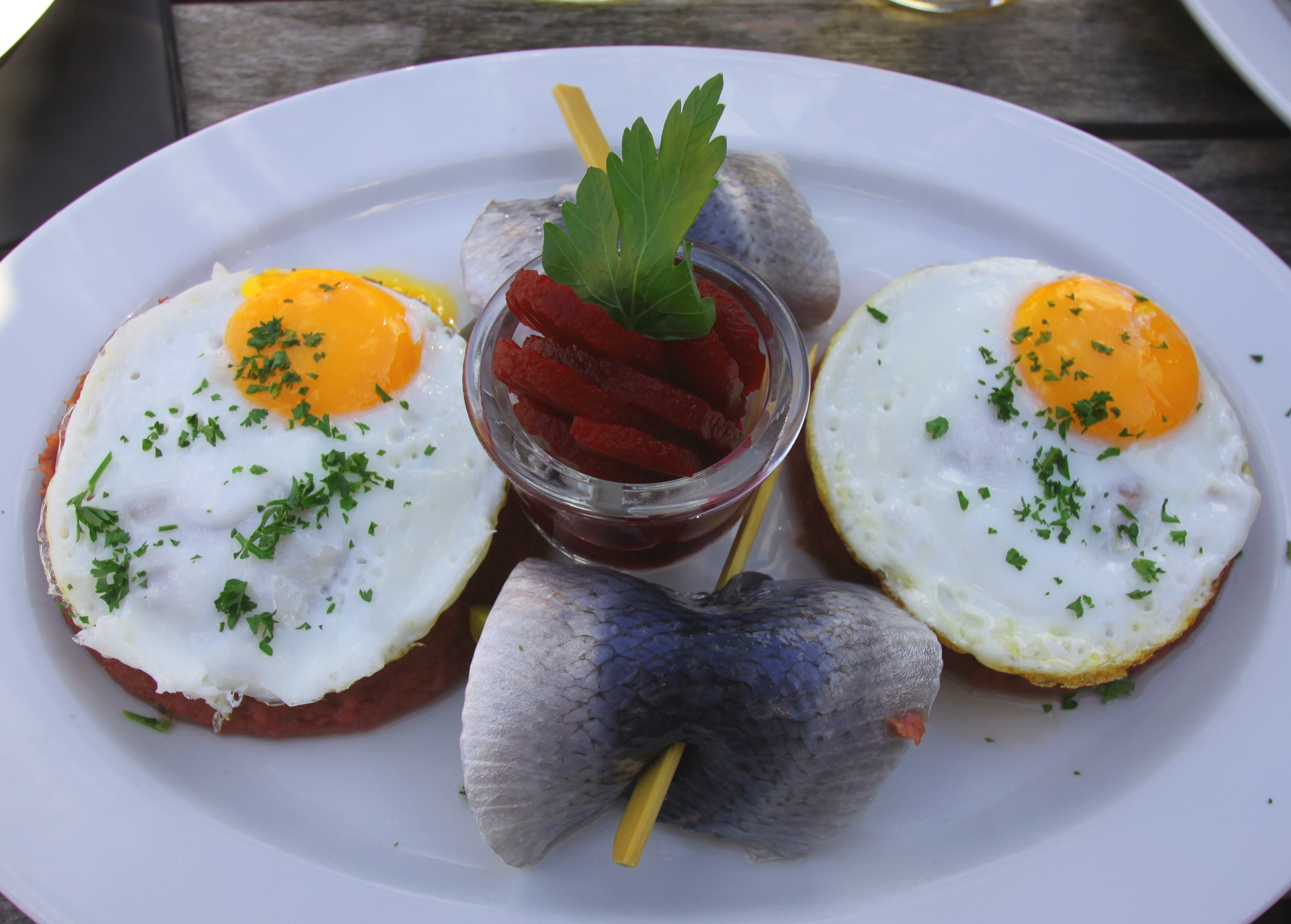
Rollmops - Aringa marinata arrotolata
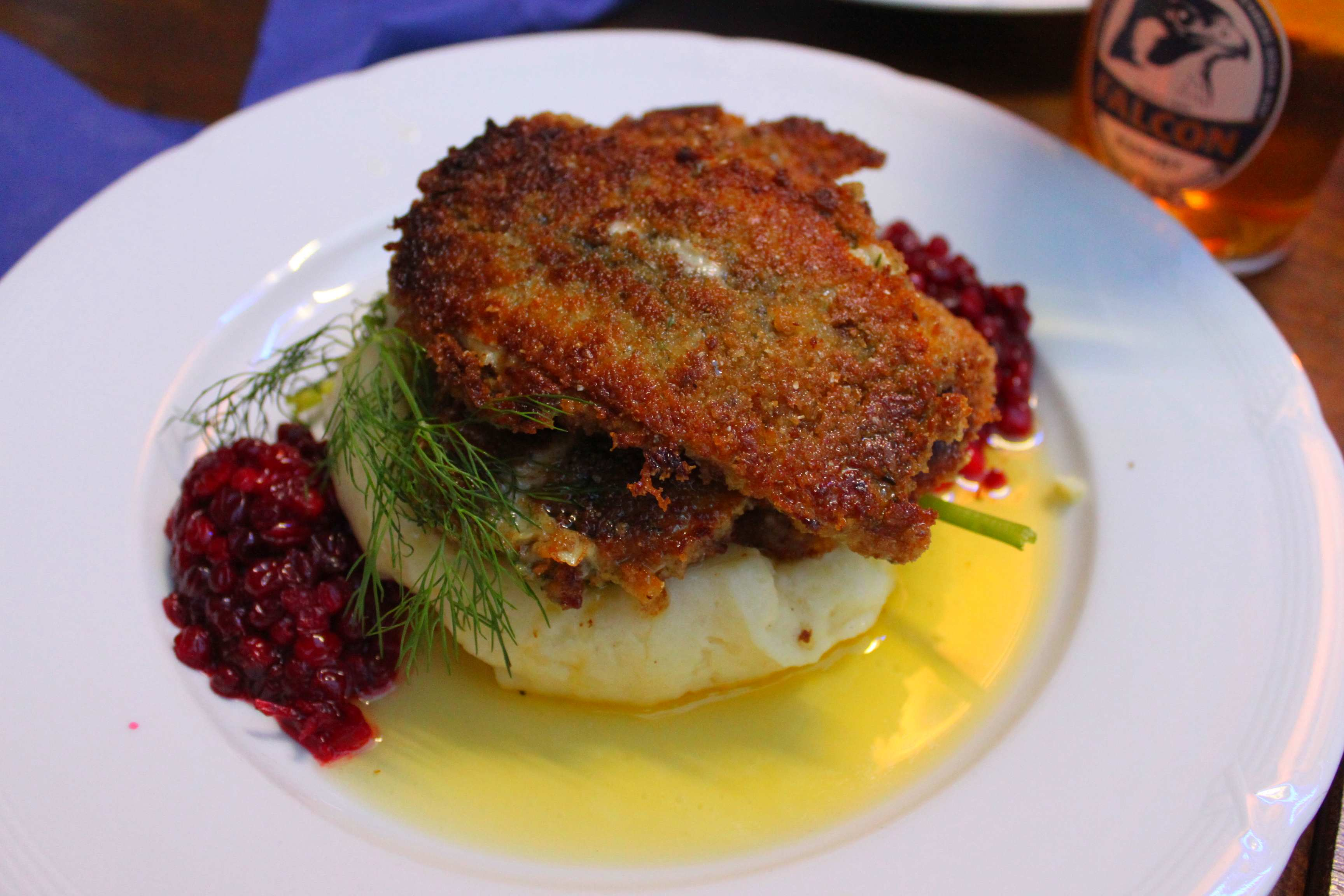
Aringa fritta

L'anguilla viene preparata sia affumicata che sotto forma i zuppa, oppure fritta. Inoltre si mangiano tutti i tipi di pesci presenti nell'atlantico e nel mar baltico, preparati in modo diverso a seconda delle regioni marittime della Germania

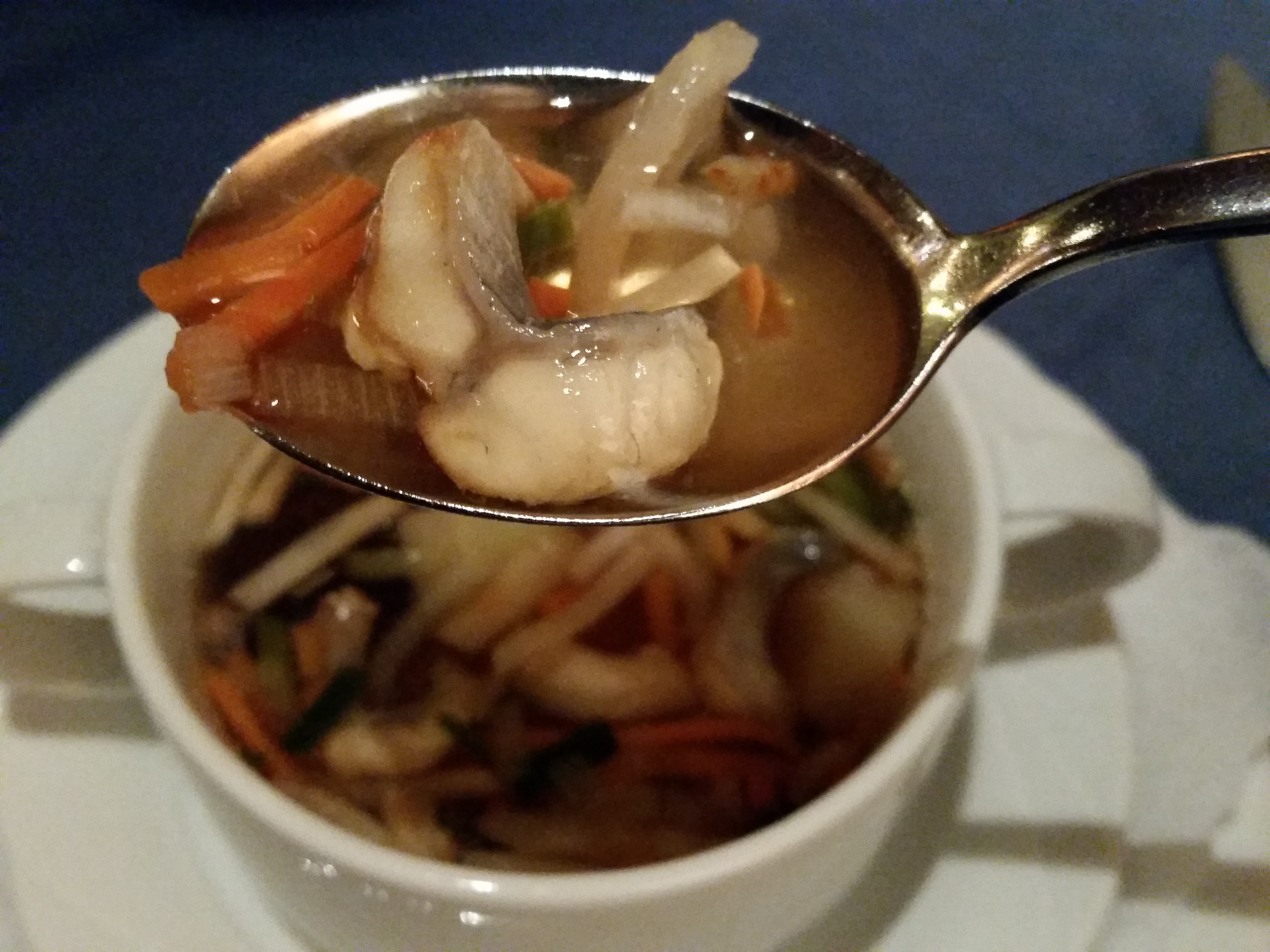
Aalsuppe - Zuppa d'anguilla (Amburgo)
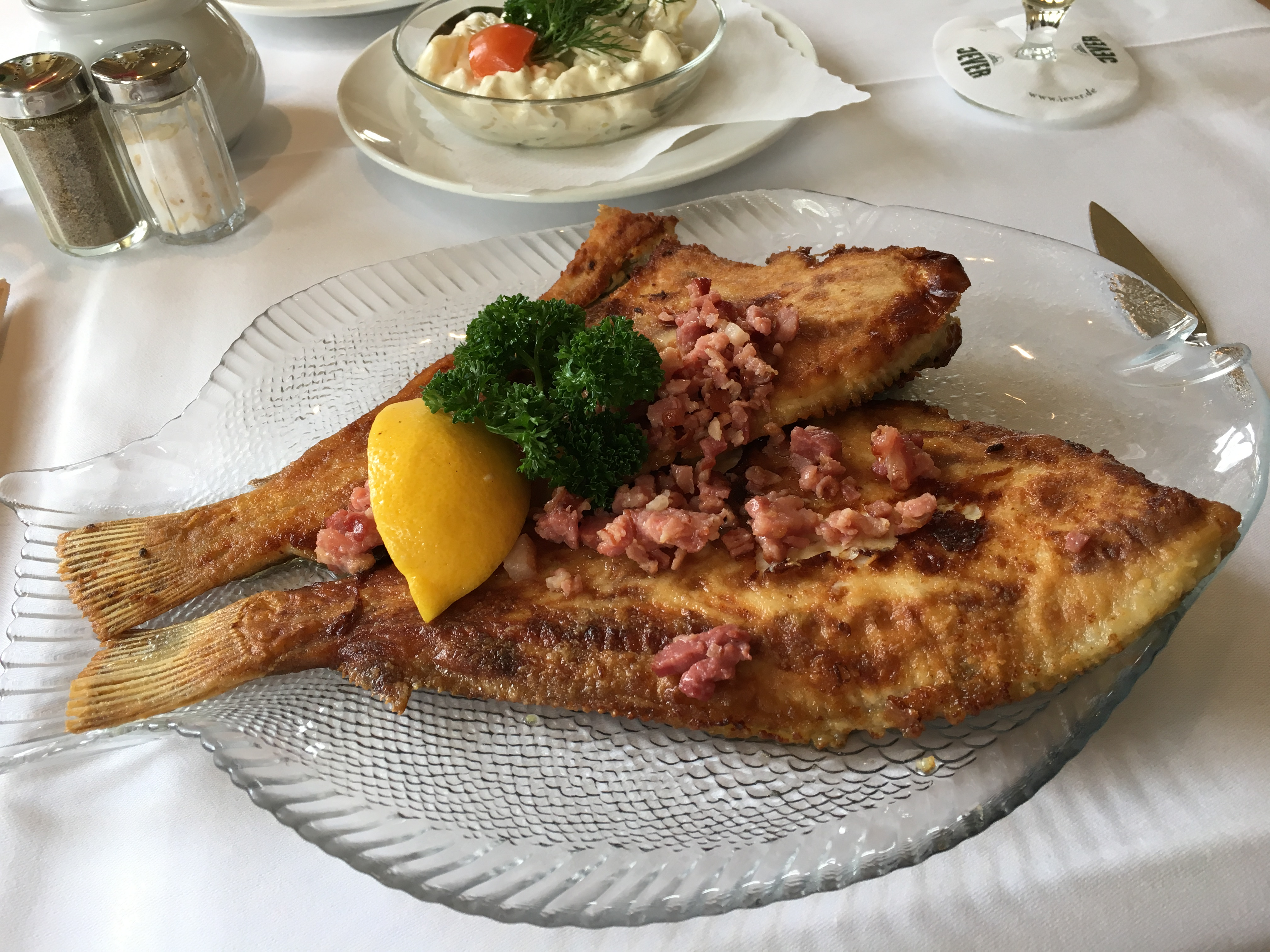
Finkenwerder Scholle - Platessa (Amburgo)
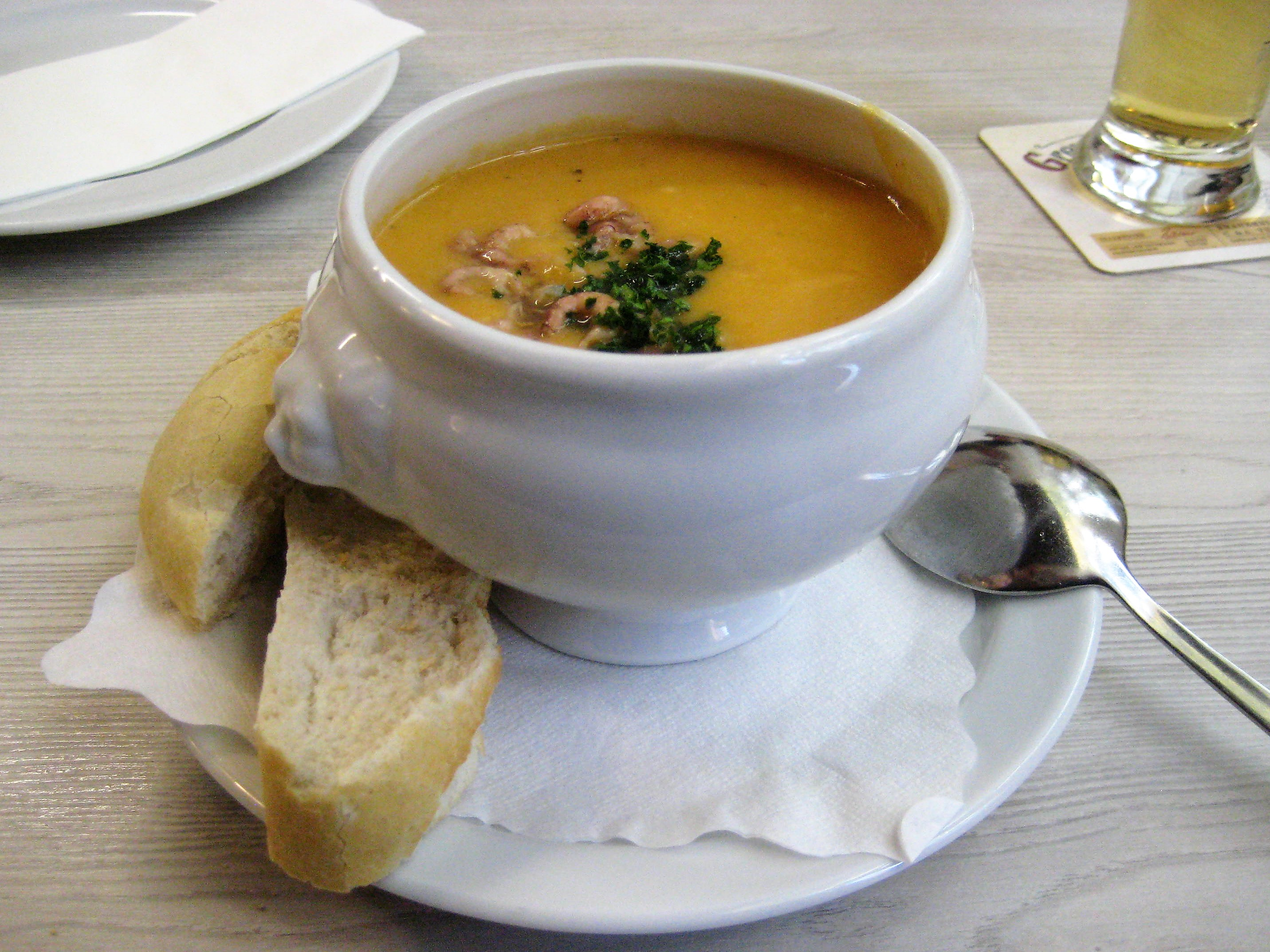
Zuppa di gamberi del mare del nord (Brema)
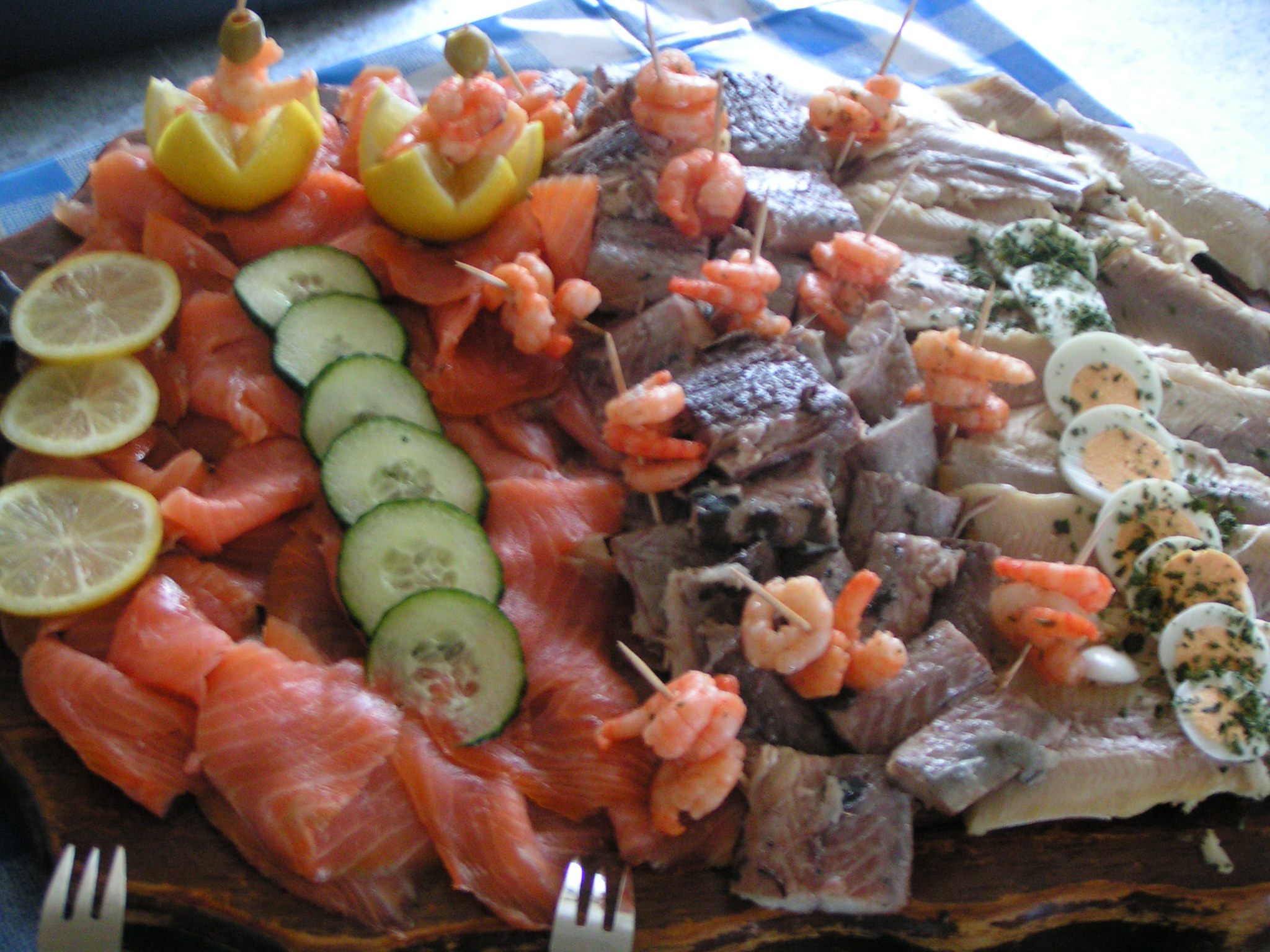
Fischplatte - piatto freddo di pesce
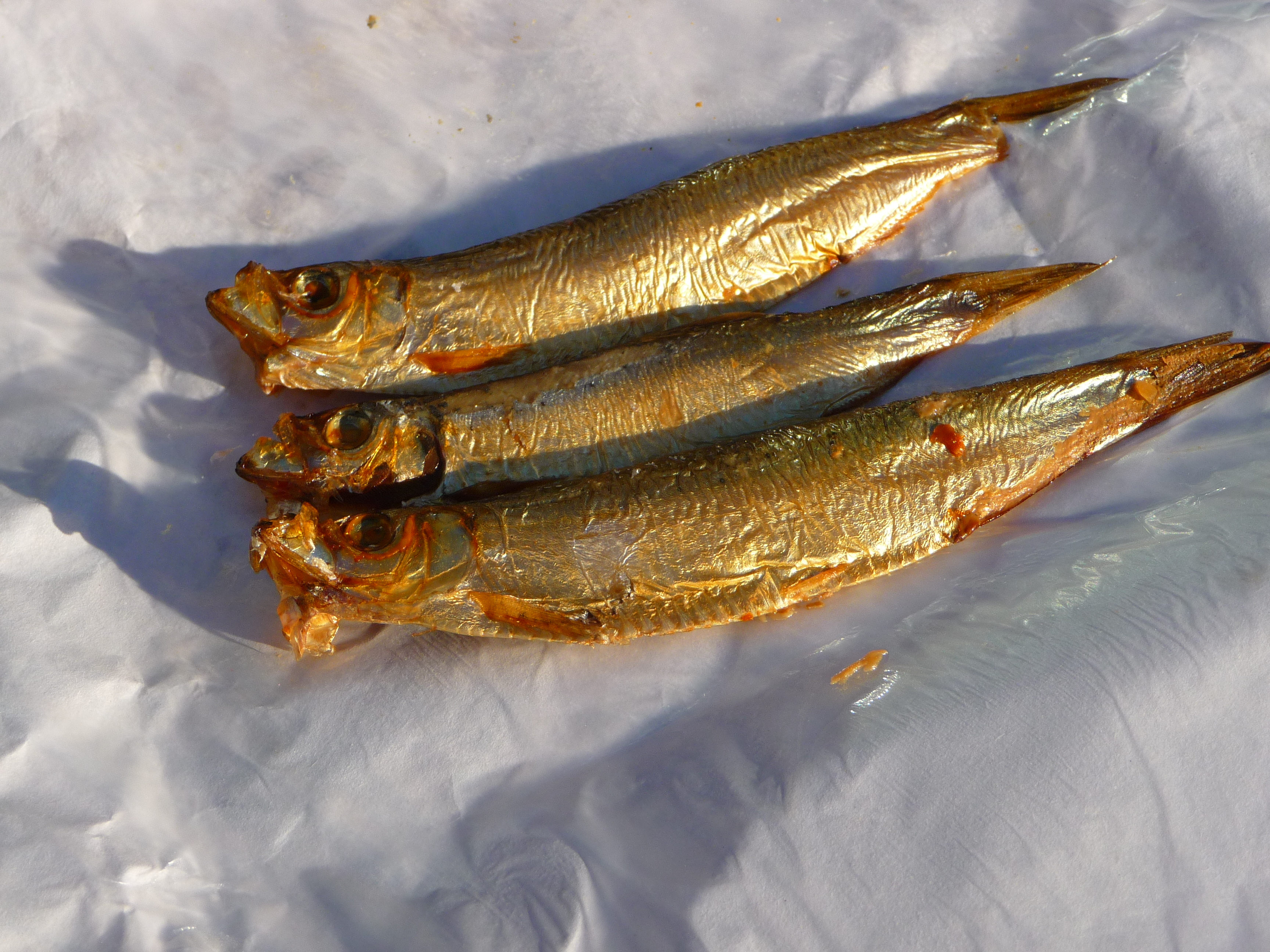
Kieler Sprotten - Spratti affumicati (Kiel)
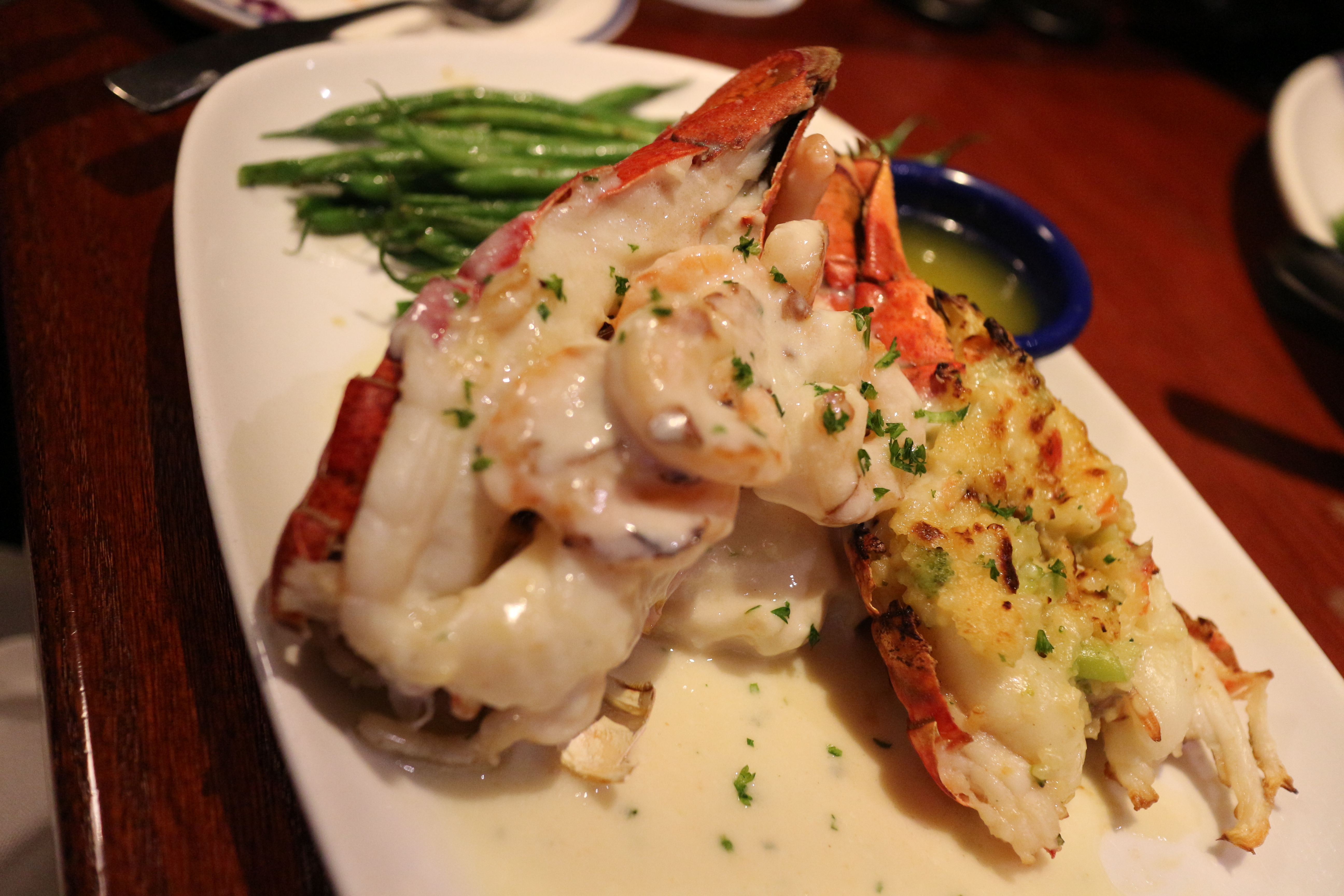
Aragosta

### Patate e pasta
La patata è un ingrediente quasi inevitabile della cucina tedesca. La si trova nelle insalate, nel purè, al vapore, saltata in padella (Bratkartoffeln) o in teglia (Kartoffelknödel). La patata fritta non è arrivata che più tardi, verso il 1960, introdotta dai tedeschi dell'Ovest e conosciuta durante le loro vacanze sulle coste belghe e olandesi e della quale avevano apprezzato il gusto.
Le ricette a base di patate sono pressoché infinite in Germania, spiccano tuttavia le seguenti:
- Kartoffelsalat: insalata fredda di patate, contenente cipolla e spezie
- Reibekuchen: tortelli di patate grattugiate
- Kartoffelklöße: gnocchi giganti di patata
- Röstkartoffeln : patate arrostite
- Kartoffelauflauf: pasticcio di patate
- Kartoffelsuppe: zuppa di patate

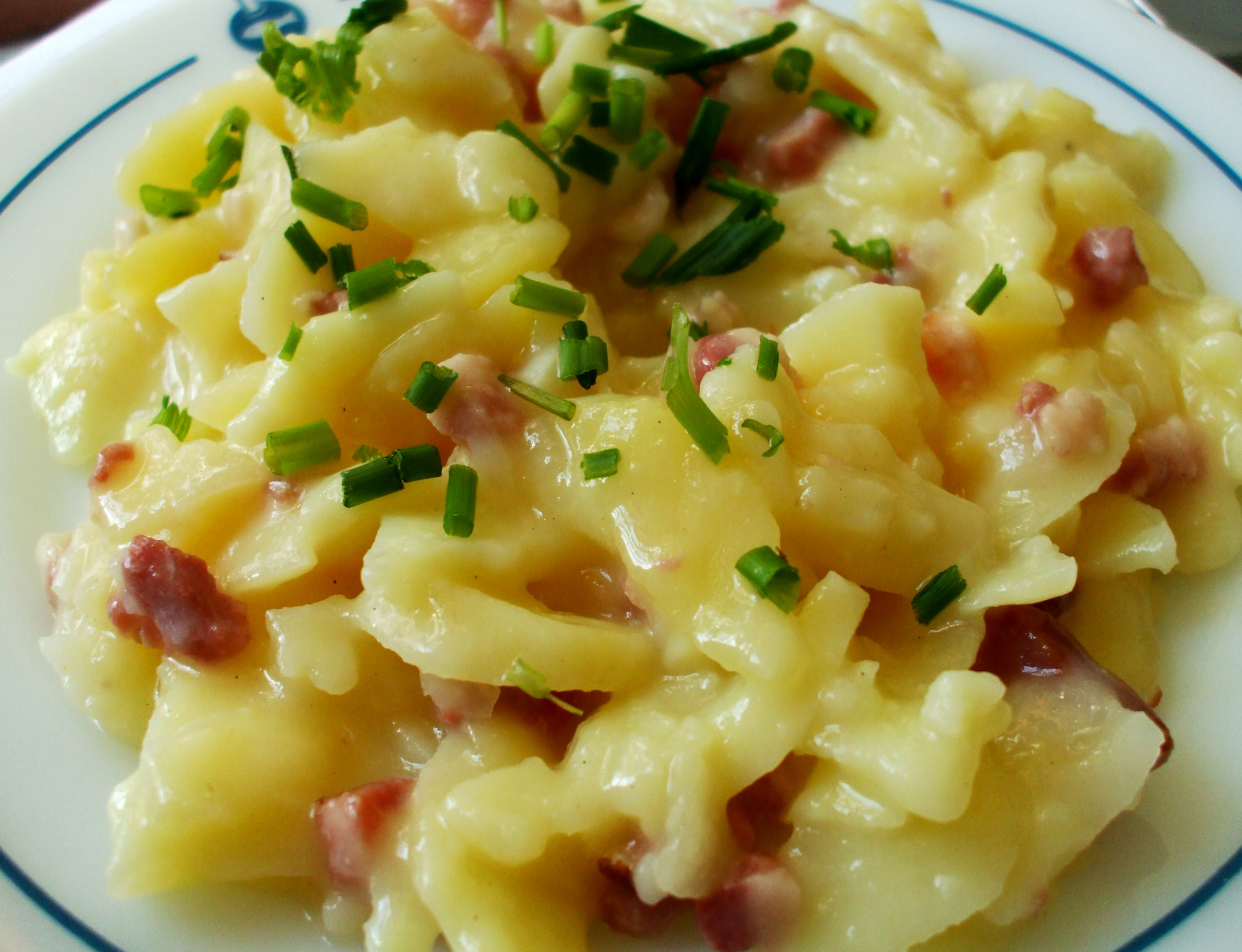
Kartoffelsalat - insalata di patate
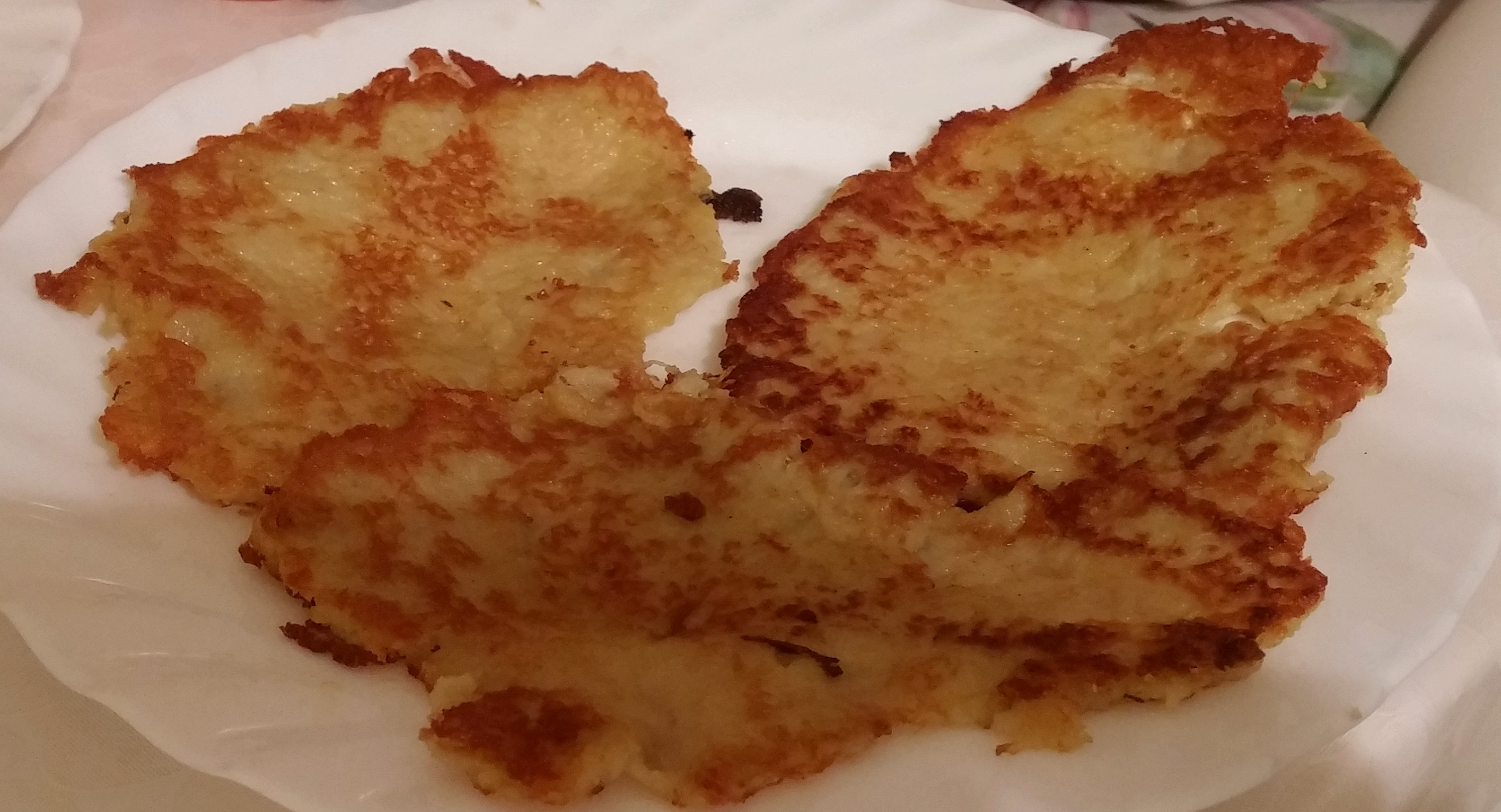
Reibekuchen
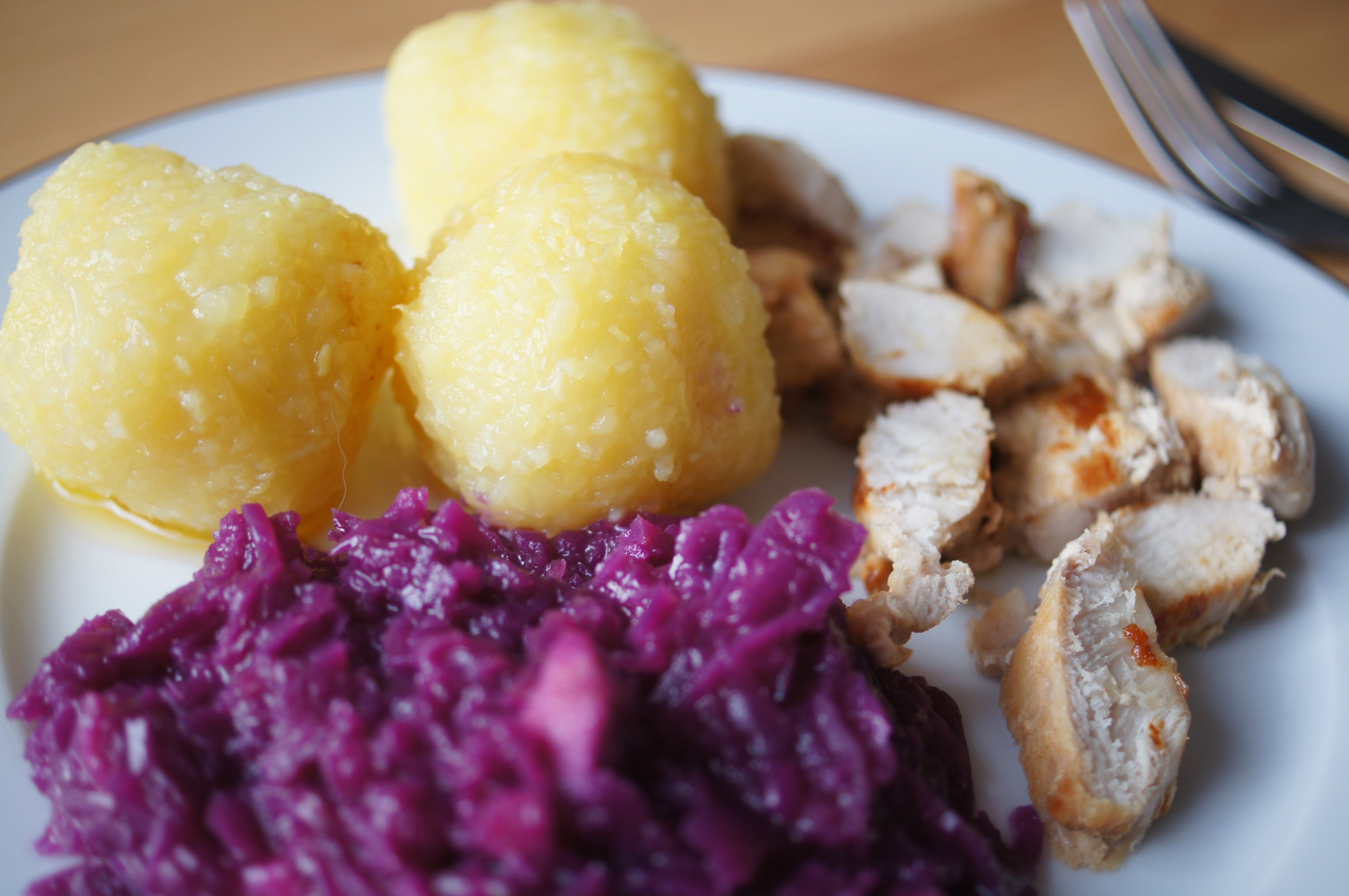
Klöße - gnocchi giganti di patate
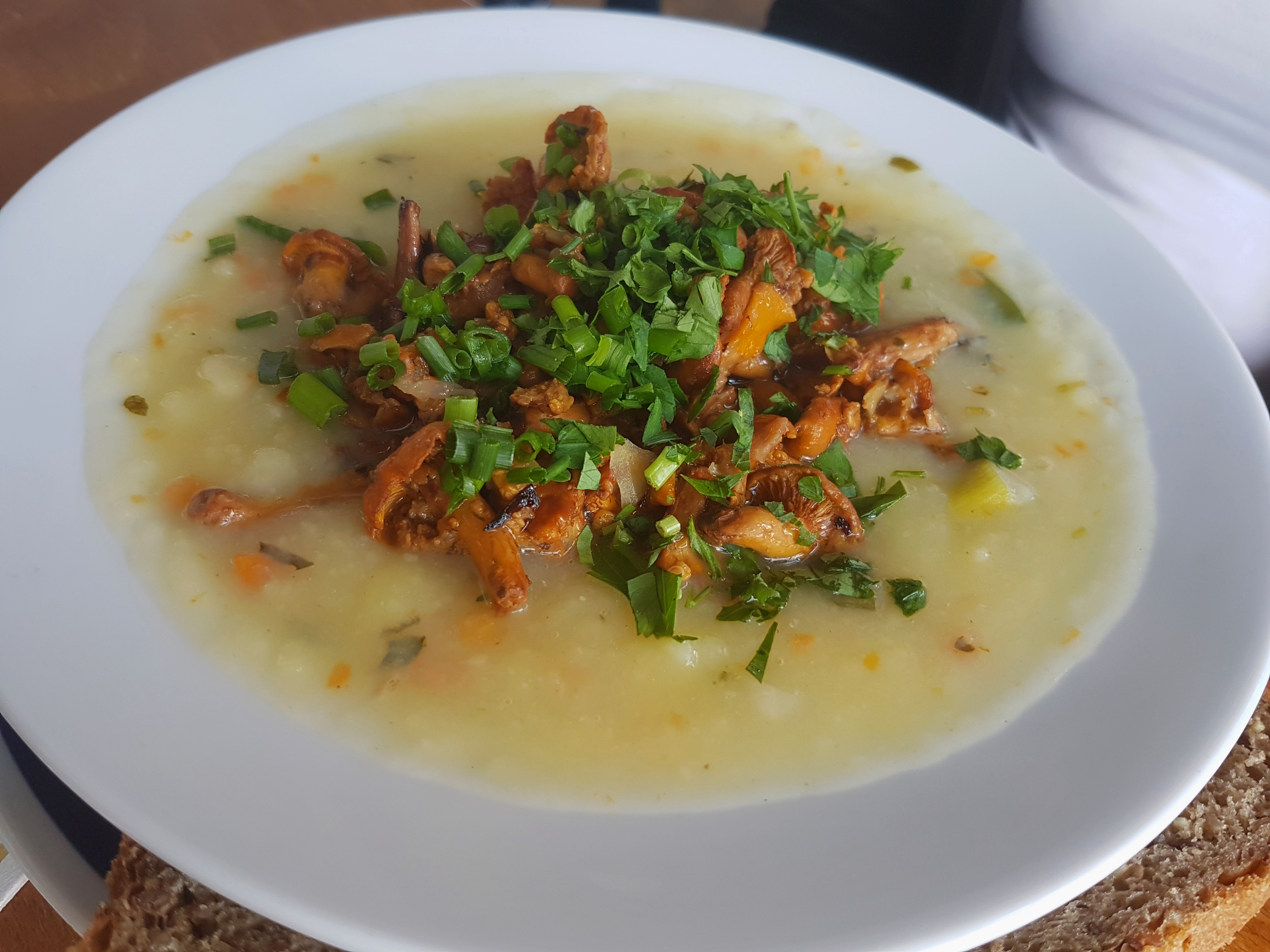
Kartoffelsuppe con funghi
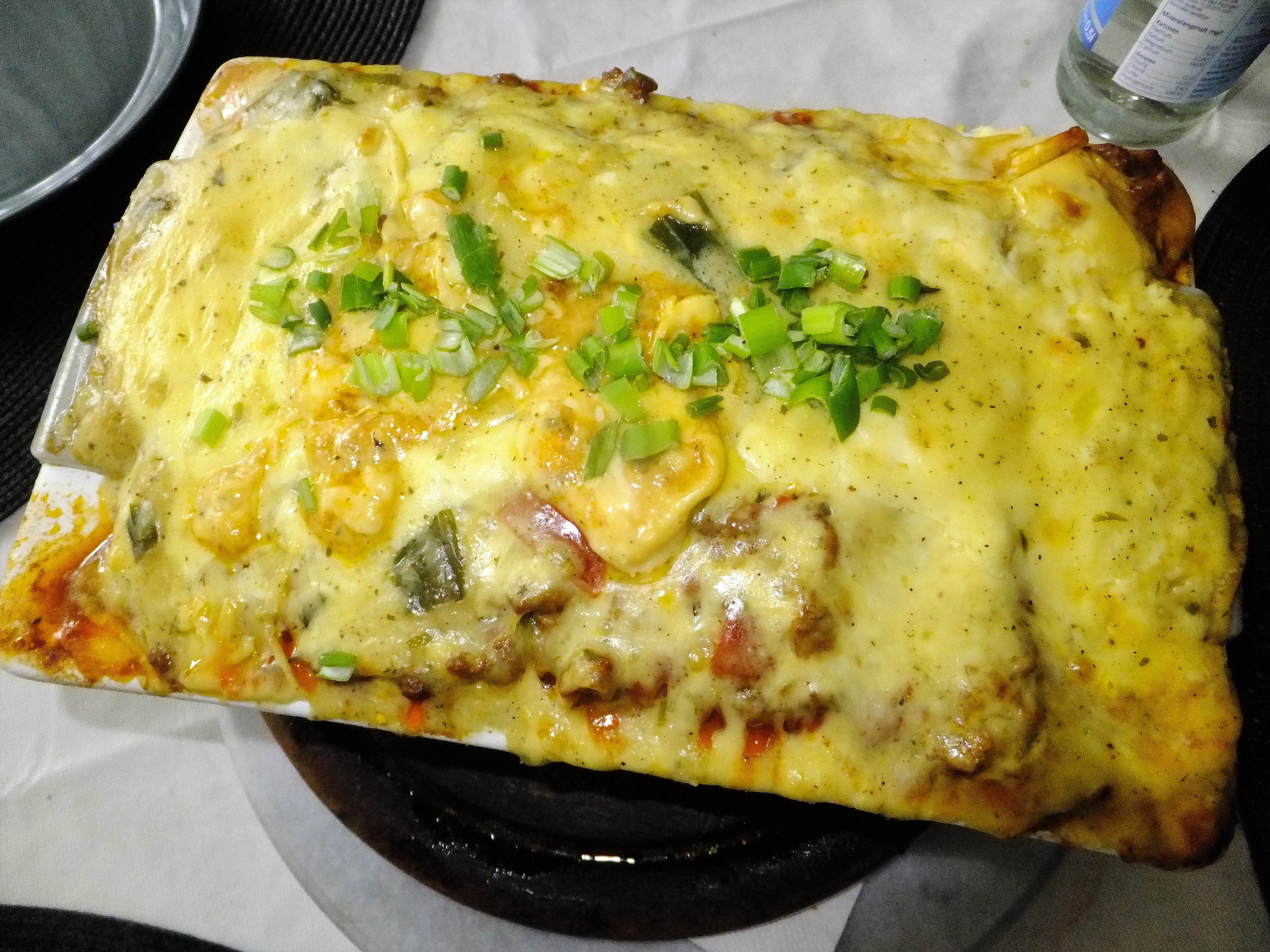
Kartoffelauflauf - pasticcio di patate

I tedeschi consumano anche la pasta (Nudeln), principalmente nel Sud-Ovest, come le tagliatelle con il prosciutto (Schinkennudeln), alcune sono a base di patate (Schupfnudeln). Si mangia anche del pane soffiato al vapore (Dampfnudel).
Le forme di pasta o comunque di gnocchi che vengono consumate sono le seguenti :
- Spätzle: gnocchetti svevi all'uovo che possono essere aromatizzati agli spinaci, alle rape rosse ed a molte altre verdure e spezie
- Kartoffelkloß, o semplicemente Kloß: gnocco di patate che si abbina a salse di vario genere e che viene usato come accompagnamento ai piatti succosi di carne
- Semmelknödel: I canederli, che vengono prodotti da un impasto di pane, sono altresì gnocchi giganti che spesso contengono formaggio, spinaci, fegato ed altro
- Schupfnudeln: pasta dalla forma ellissoidale, consumata principalmente in Svevia
- Maultaschen: i ravioli originari della Svevia, molto più grandi di quelli italiani e con ripieno dalla consistenza più solida.

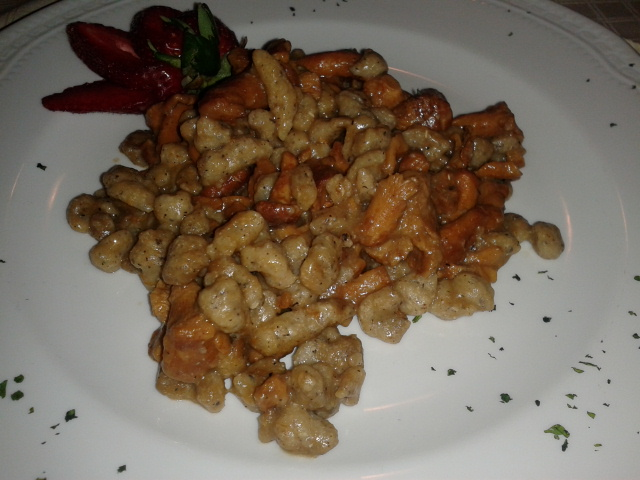
Spätzle di grano saraceno con finferli
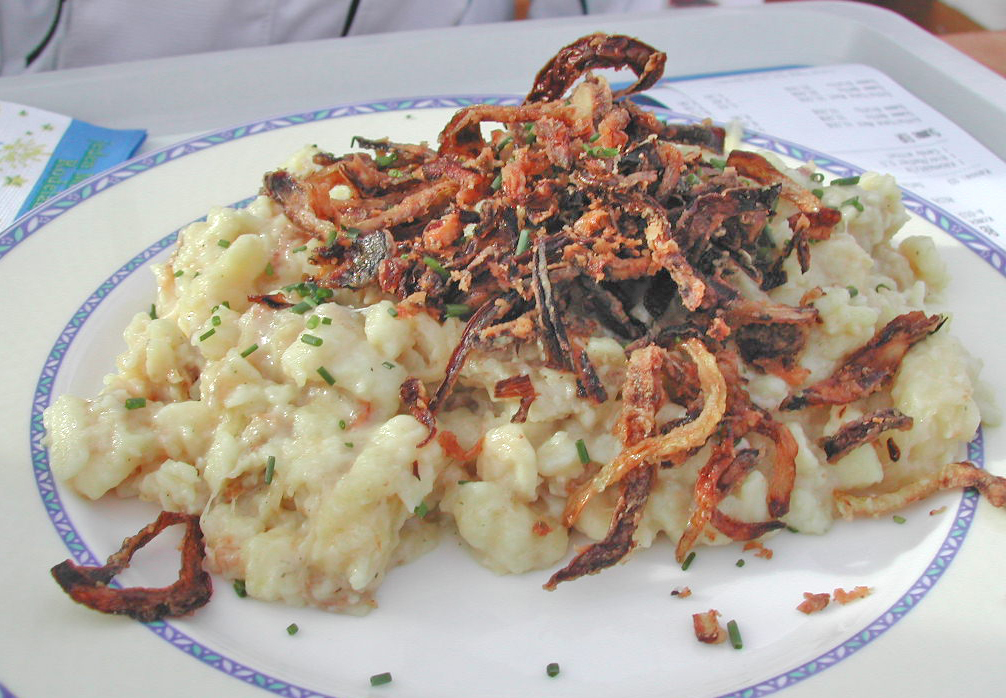
Spätzle al formaggio con cipolla fritta
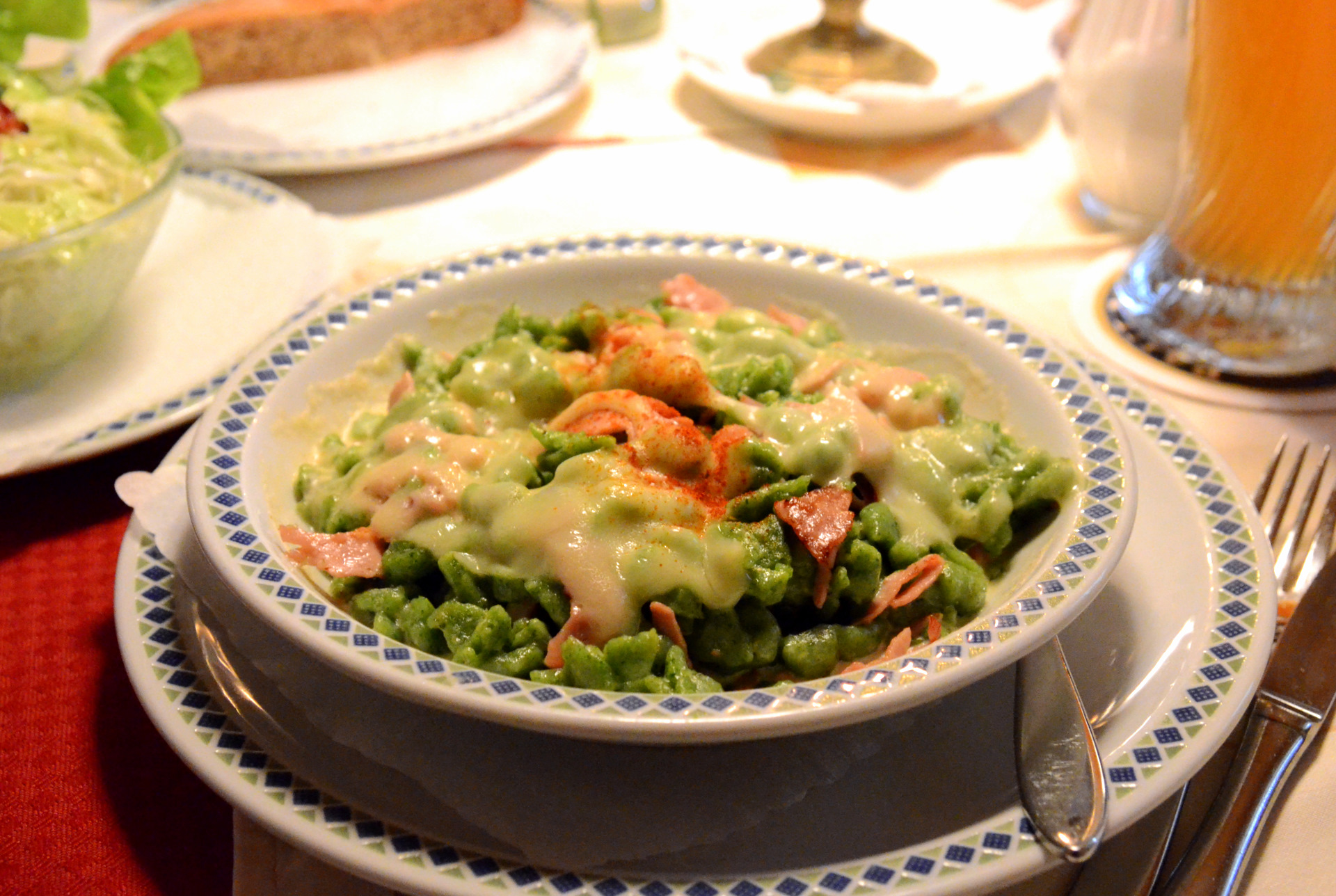
Spätzle agli spinaci con panna e prosciutto
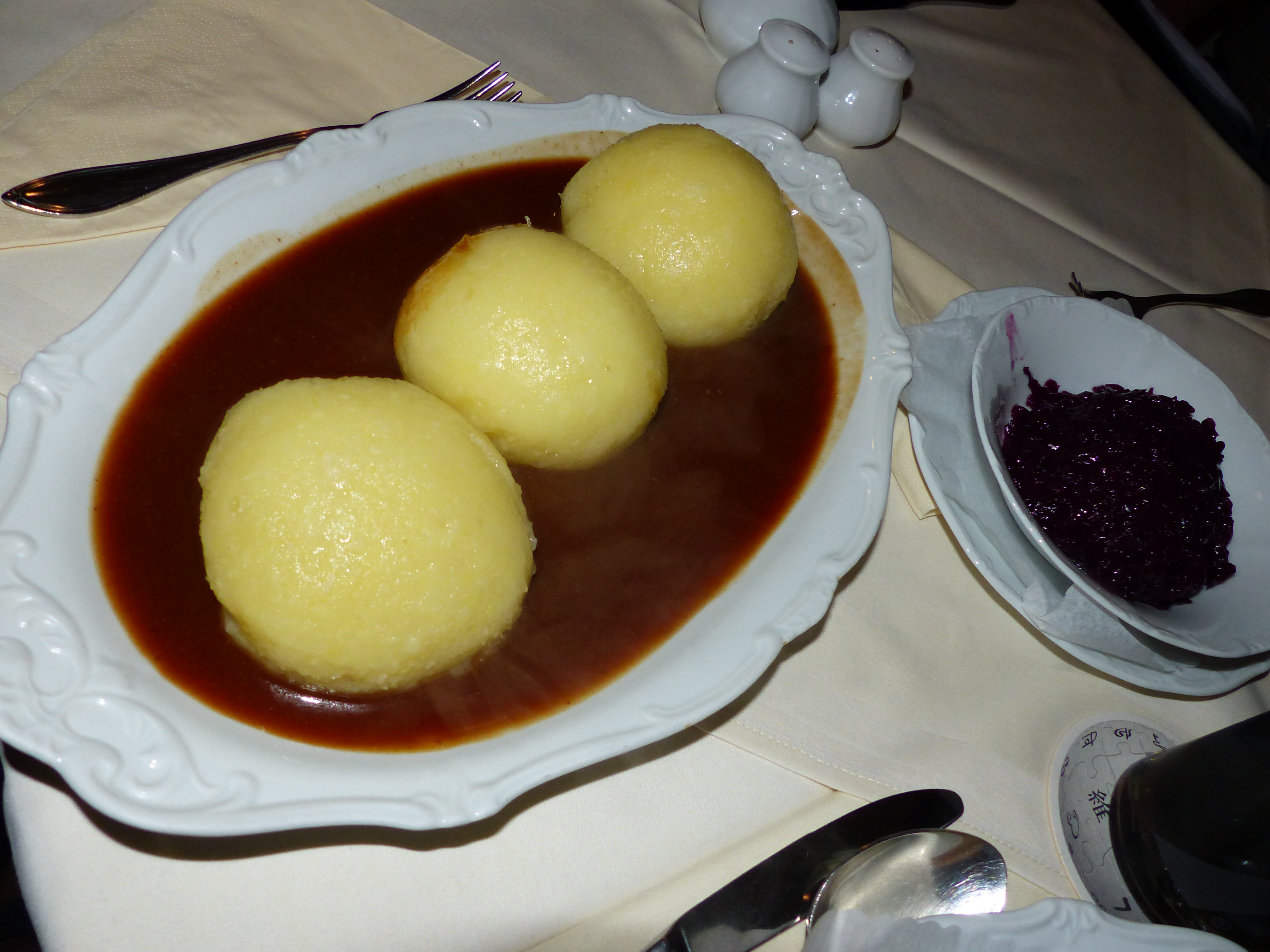
Klöße in salsa di carne
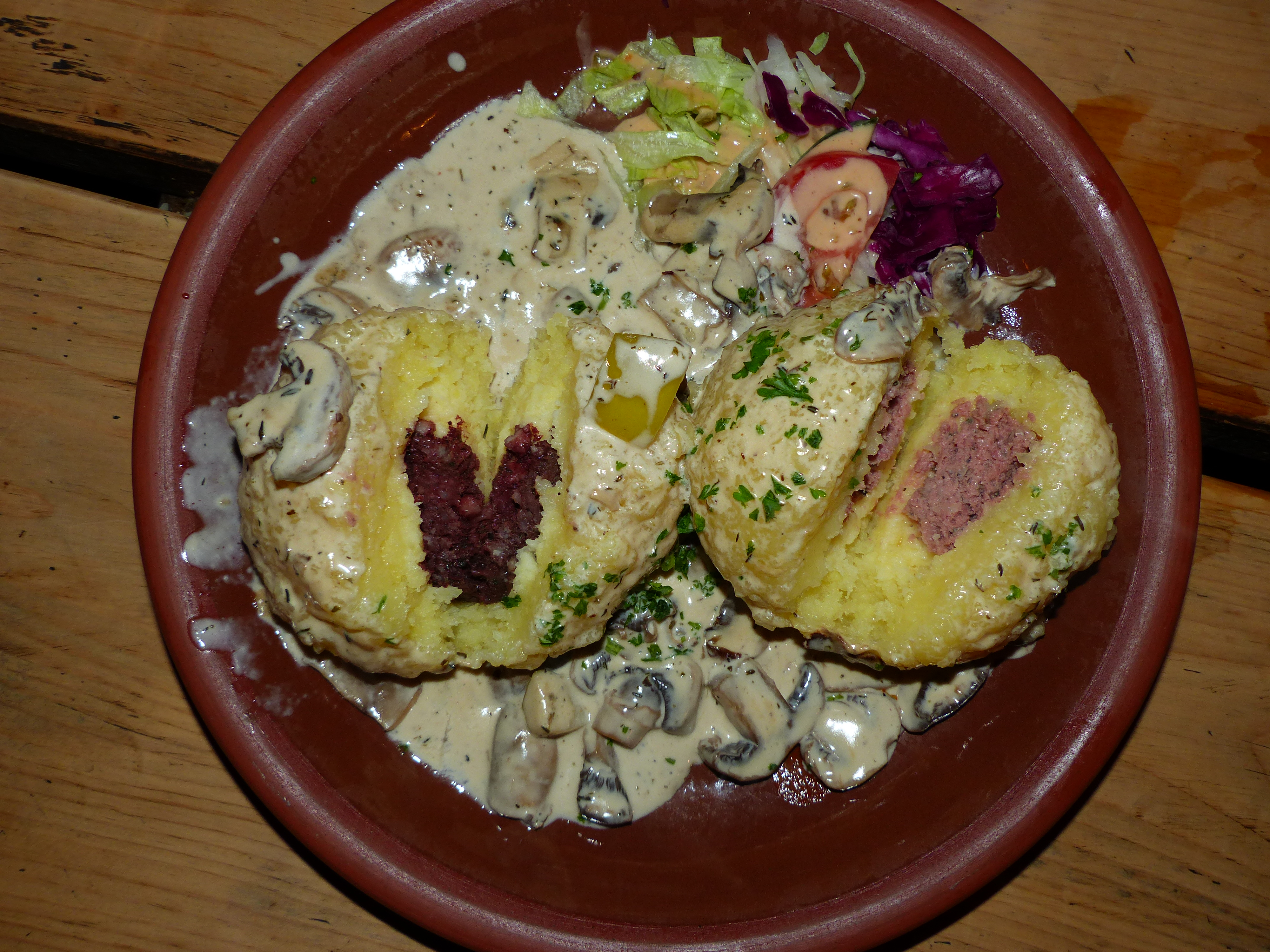
Kloß ripieno con funghi
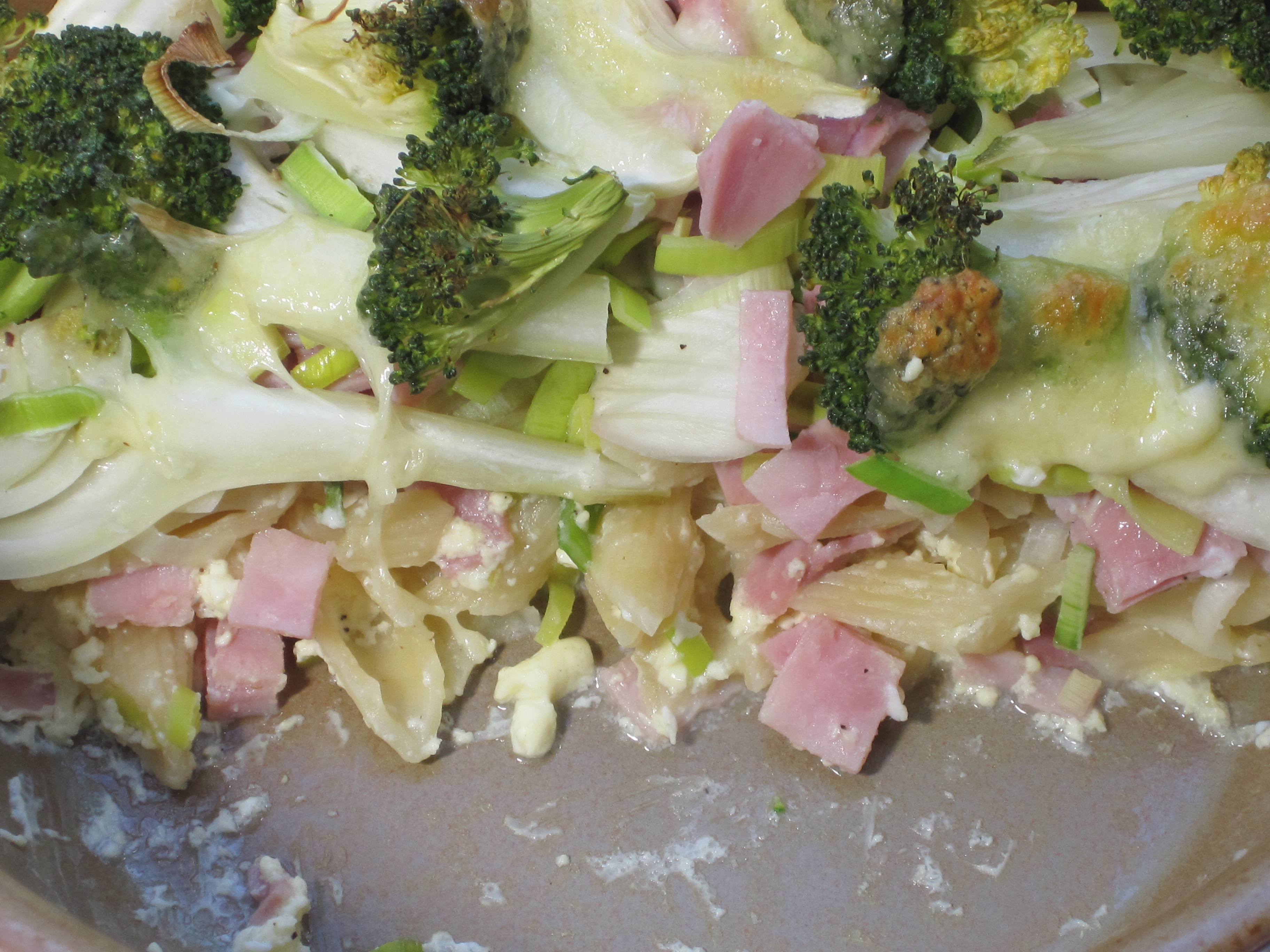
Schinkennudeln - pasta con verdure e prosciutto
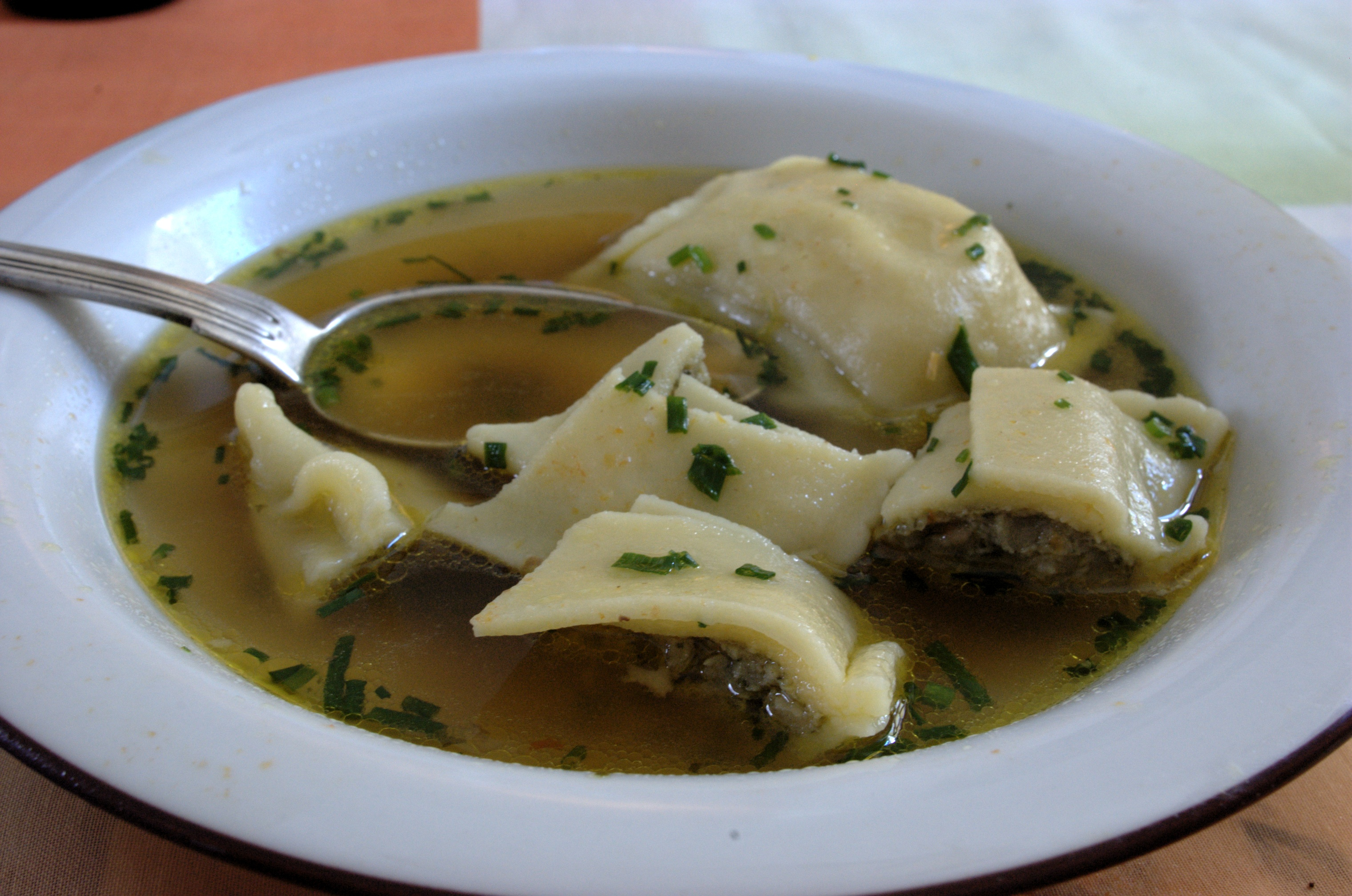
Maultaschen - ravioli
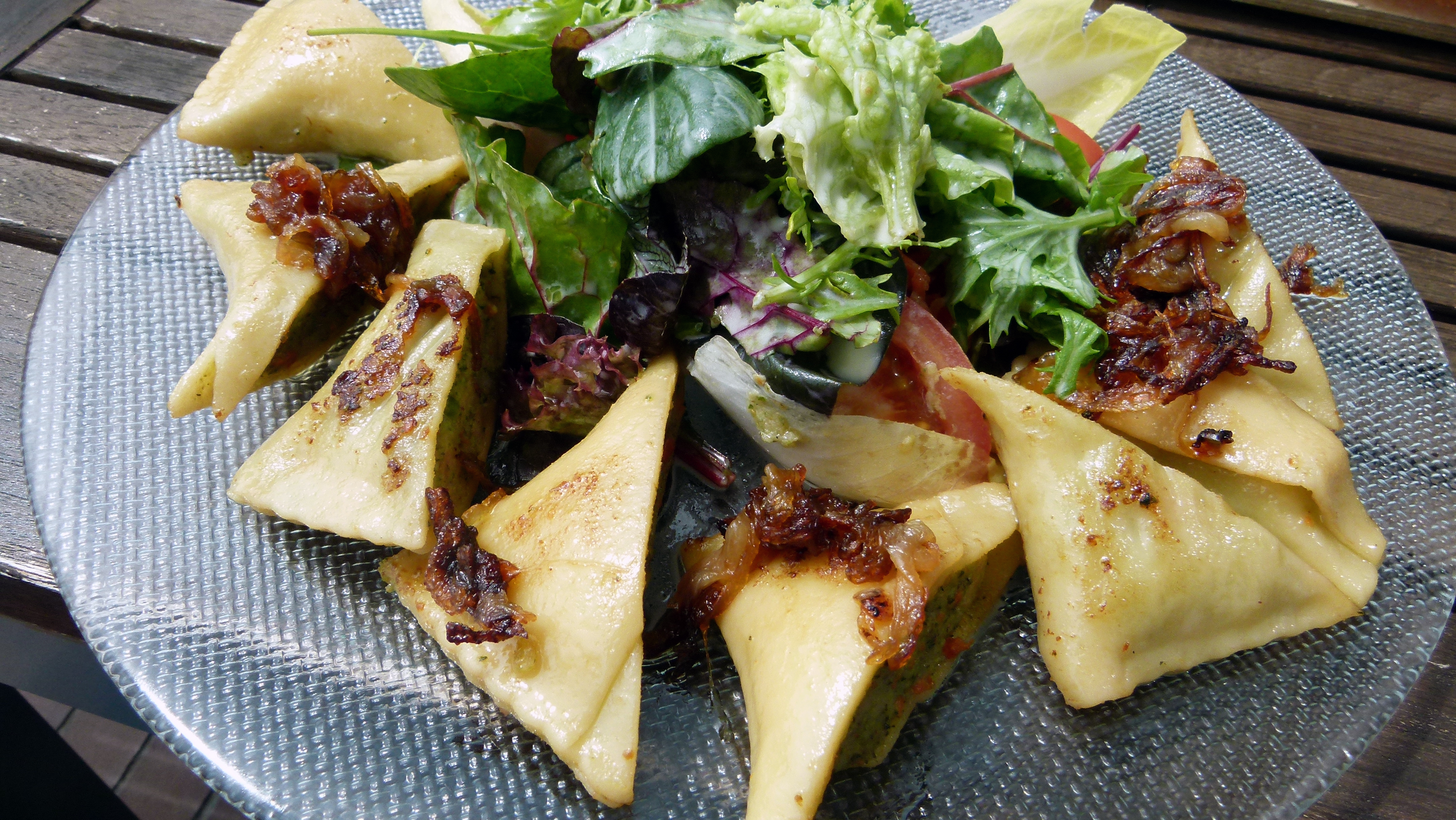
Maultaschen di Baden Baden

### Verdura

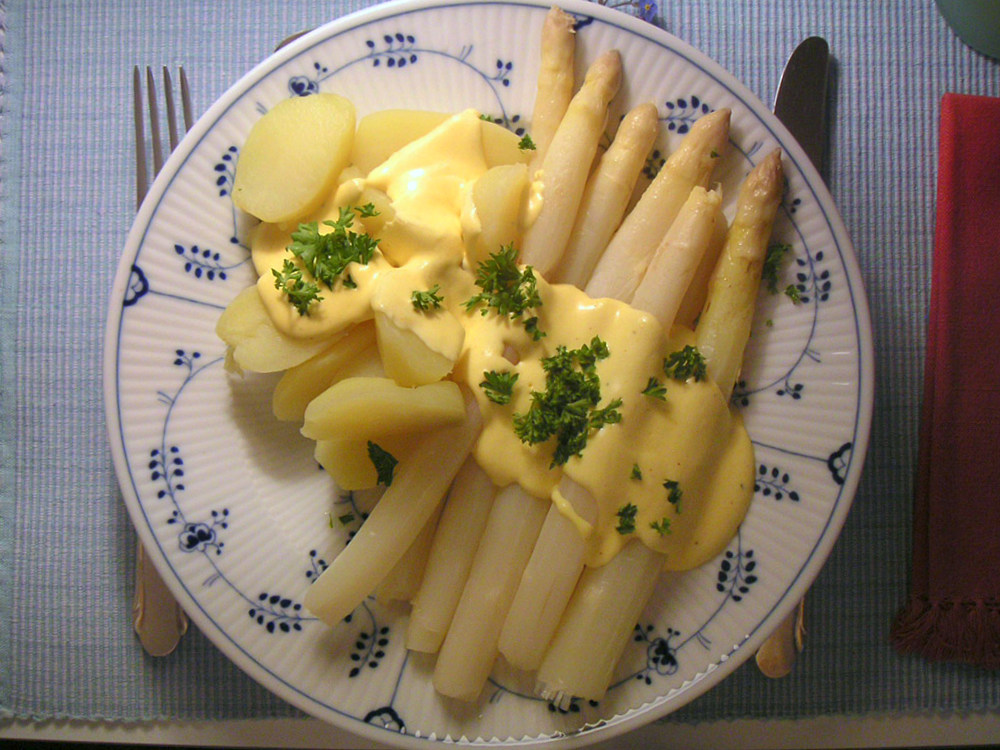
Asparagi con salsa olandese

La varietà di vegetali consumati è grande e non si limita alla patata. La verdura re è il cavolo, che è alla base di numerose ricette. Si conoscono bene evidentemente i crauti (Sauerkraut) e si trova anche il cavolo rosso grattugiato (Rotkohl) cucinato con strutto, zucchero o aceto, o ancora il cavolfiore (Blumenkohl), cavoletti di Bruxelles (Rosenkohl), cavolo rapa (Kohlrabi) e (nel Nord della Germania) cavolo riccio (Grünkohl). Il sedano rapa (Knollensellerie) è anche una verdura apprezzatissima, come lo sono le carote (Möhren) e il porro (Porree o Lauch). In primavera si trovano numerosi piatti a base di asparagi (Spargel), rape (Rübchen) o erbe. Alla fine dell'estate si preparano numerosi piatti a base di funghi (Pilze). In autunno i tedeschi consumano la zucca (Kürbis). Quanto alla cipolla, è presente in numerosi piatti fino a diventare l'ingrediente principale nello Zwiebelkuchen.
I tedeschi amano la frutta secca. La mela è un ingrediente che compare sia nei dessert sia nei piatti principali. Le ciliegie sono presenti nella produzione delle torte.
Secondo il Berliner Zeitung i tedeschi, con un consumo di 120 grammi di vegetali al giorno e altri 300 grammi, non consumano molte verdure.

### Formaggi

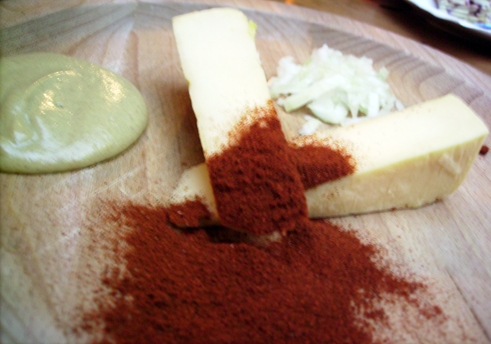
Weißlacker

I tedeschi consumano principalmente formaggio di latte vaccino. Esistono tipi come l'Emmentaler, il Bergkäse, l'Edam o il Romadur e si trovano anche formaggi fermentati come il Blu di Baviera, dei formaggi a pasta molle, come il Weißlacker (formaggio spesso accompagnato con la birra) e dei formaggi fritti aromatizzati alle erbe o all'aglio, come lo Spundekäs. Nella regione della Bassa Sassonia si produce anche un formaggio proteico, ma privo di grassi, il formaggio Harzer.

### Pane

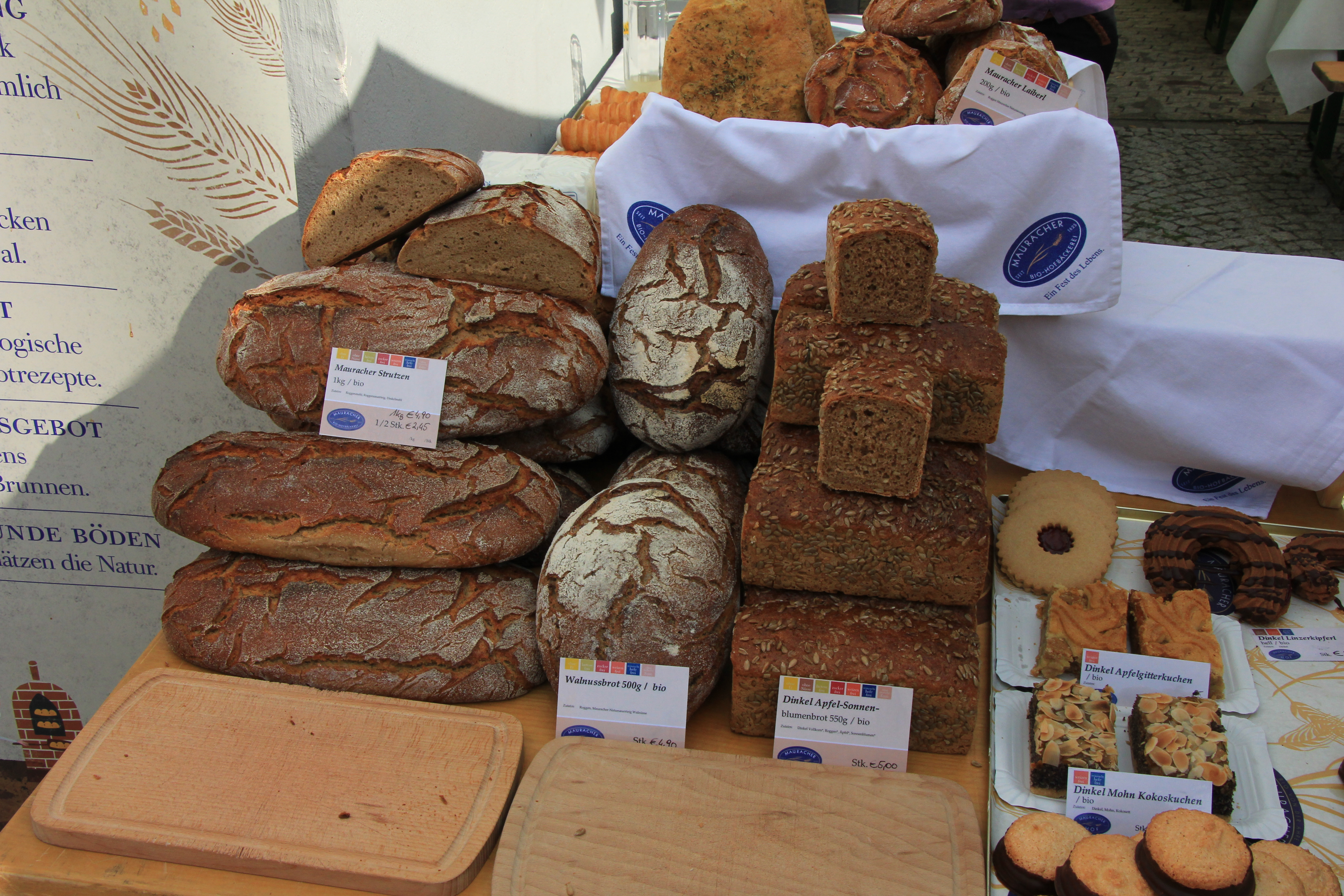
alcuni tipi di pane tedesco

La Germania produce parecchie migliaia di pani differenti che accompagnano il formaggio e i salumi. Tra i differenti tipi di pane il Weißbrot, pane bianco, lo Schwarzbrot, pane nero, il Vollkornbrot, un pane ai cereali e il pumpernickel, pane nero di segale di Westfalia. Il brezel è a base di pasta di brioche, croccante e salato. In origine questo pane a forma di nodo era consumato nei monasteri durante la Quaresima. In Germania si è spesso soliti accompagnare il pane a burro e altri ingredienti fra cui formaggi e salumi. Le tartine così create vengono definite butterbrot.

### Pasticceria

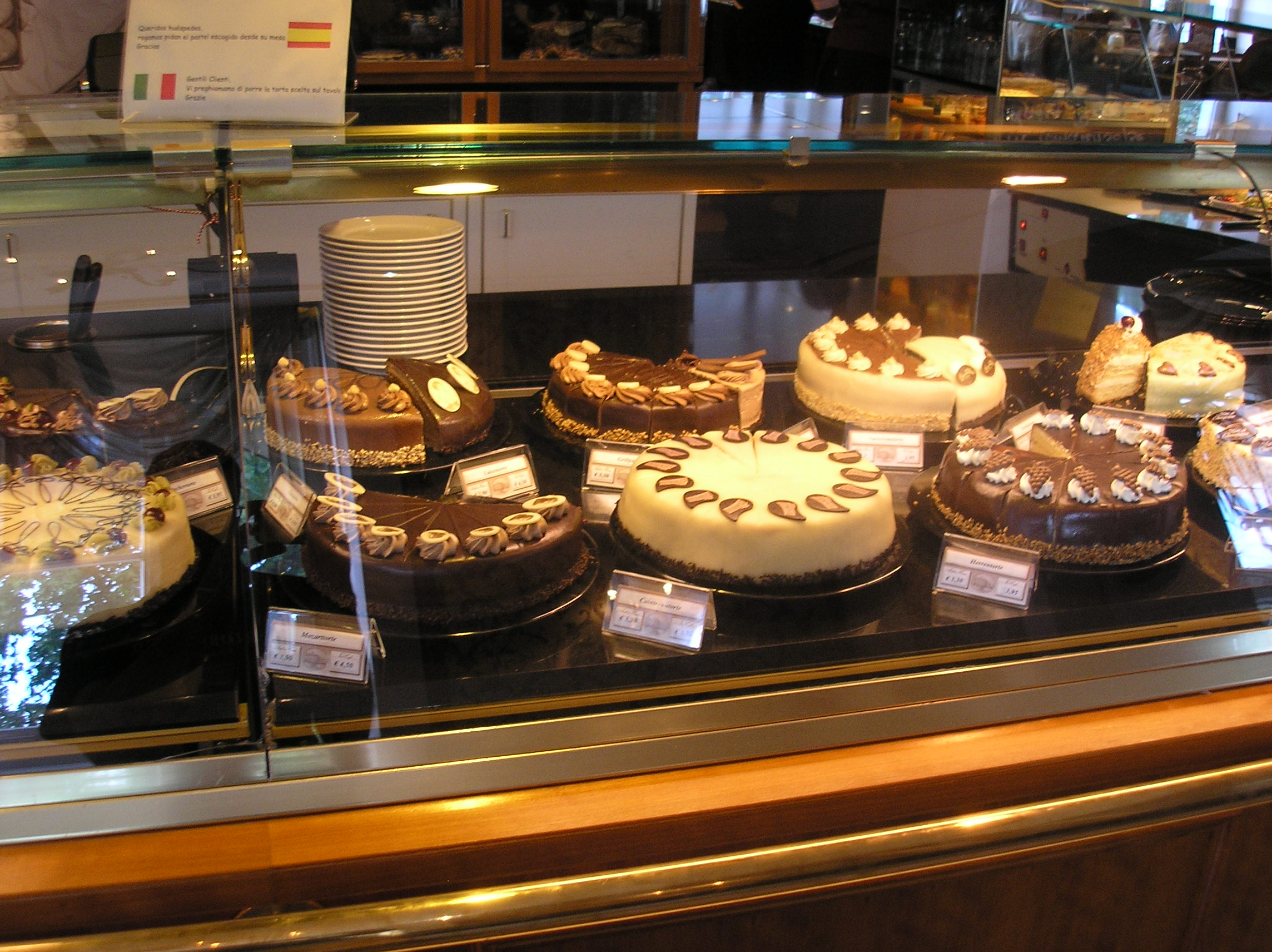
Pasticceria in una sala da tè

Le pasticcerie tedesche sono molto varie: pan di Spagna foderato, torte (Torte o Kuchen), biscotti (Keks), bignè (Windbeutel) di tutte le forme, bavarese (Bayerische Creme), strudel e altre specialità. Molti dolci si compongono di una torta di pasta o di una torta farcita da una ricca glassa, spesso composta di crema (frullata, pasticciera, al burro), di frutta o/e al cioccolato. Le più conosciute sono Käsekuchen e Käsetorte (torte al formaggio bianco) e Schwarzwälder Kirschtorte (torta della Foresta Nera). I frutti freschi o sciroppati sono uno degli ingredienti base di questa cucina, la mela soprattutto, come per Apfelstrudel. Altre preparazioni sono ancora più spettacolari come la baumkuchen (una monumentale "torta albero" cotta su un mandrino). Natale è soprattutto un periodo molto importante per il pan di zenzero (Lebkuchen) che sia in forma di casa o appeso all'albero, in tutte le case. Per accompagnare questo cibo i tedeschi bevono caffè, tè (nel Nord soprattutto) o della cioccolata. Altro alimento popolare della cucina tedesca è la Donauwelle, una torta a strati a base di amarene, crema al burro e cioccolato, così come la Frankfurter Kranz, con croccante, pan di Spagna e ciliegie. In Germania risulta inventata anche la marmorkuchen, ottenuta mescolando due impasti diversi.

### Spezie e condimenti
La spezia regina in Germania, il rafano grattugiato, unito a panna montata o a senape, è servito col pesce e anche coi piatti di carne o di salsicce. Si trova ugualmente il curry che serve a profumare i Currywurst. I sottaceti accompagnano naturalmente i piatti di salumi del mattino. La cannella aromatizza alcuni dessert, come la cioccolata calda. Questo è un elemento essenziale nelle miscele di spezie per i dolci natalizi (Lebkuchengewürz). Il cumino (Kümmel, da non confondere con il cumin, che si dice Kumin o Kreuzkümmel) è utilizzato per profumare panini e formaggi.

### Bevande

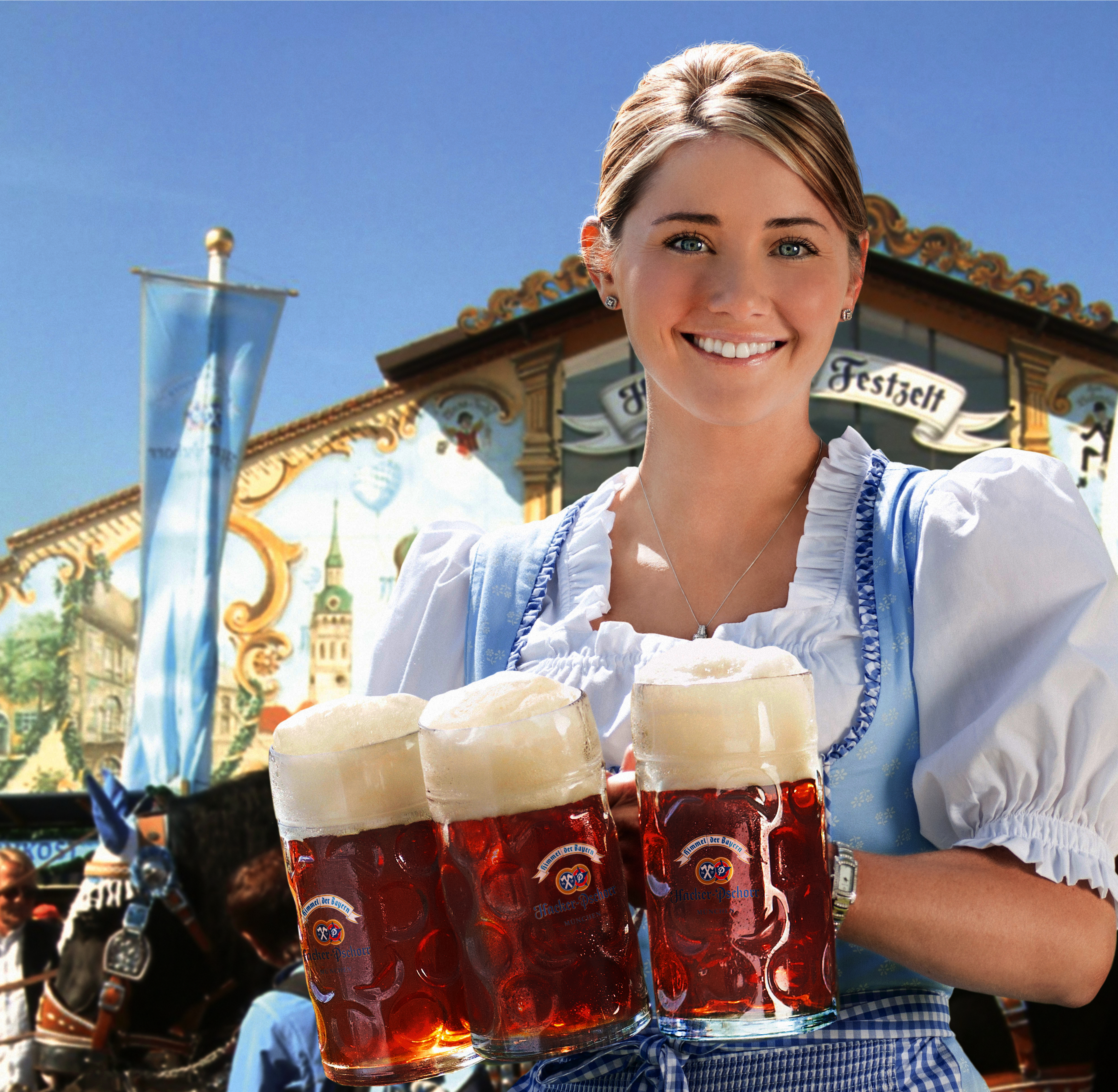
Cameriera all'Oktoberfest di Monaco.

La birra è la bevanda nazionale del paese. Il consumo annuale di birra per abitante è superiore ai 110 litri, davanti al consumo del vino. Il Parlamento europeo ha classificato la birra tedesca "prodotto tradizionale". Tradizionalmente il Reinheitsgebot (regola della purezza) limita gli ingredienti autorizzati nella fabbricazione delle birre tedesche: luppolo, malto d'orzo, acqua e lievito. Queste regolamentazioni non hanno tuttavia arrestato lo sviluppo di numerosi tipi di birra, spesso chiamati secondo la loro località d'origine. I consumatori hanno anche la scelta tra 5000 marche differenti, prodotte da 1270 birrerie. Si trovano ovunque birre a fermentazione bassa: la Pilsner soprattutto, ma anche l'Export o la Märzen. Inoltre differenti specialità regionali a fermentazione alta si sono mantenute, come la Kölsch, birra bionda di Colonia, o le Altbier, birre brune o ambrate della valle del Reno. Si trovano anche delle birre tradizionali nere (Turingia) e birre bianche le Weizenbier, composte da malto di frumento invece del malto d'orzo. I Bierstuben sono dei bar specializzati in birre, ma i tedeschi affollano i Biergarten, terrazze o giardini dove si gusta la birra all'aperto. A Monaco esiste un Biergarten che conta 8000 posti esterni, lo Hirschgarten, vicino al castello di Nymphenburg.
tuttavia le abitudini tedesche sembrano cambiare e si nota un minore consumo di birra, circa il 20% in meno dal 1974, mentre il consumo d'acqua minerale non smette d'aumentare.

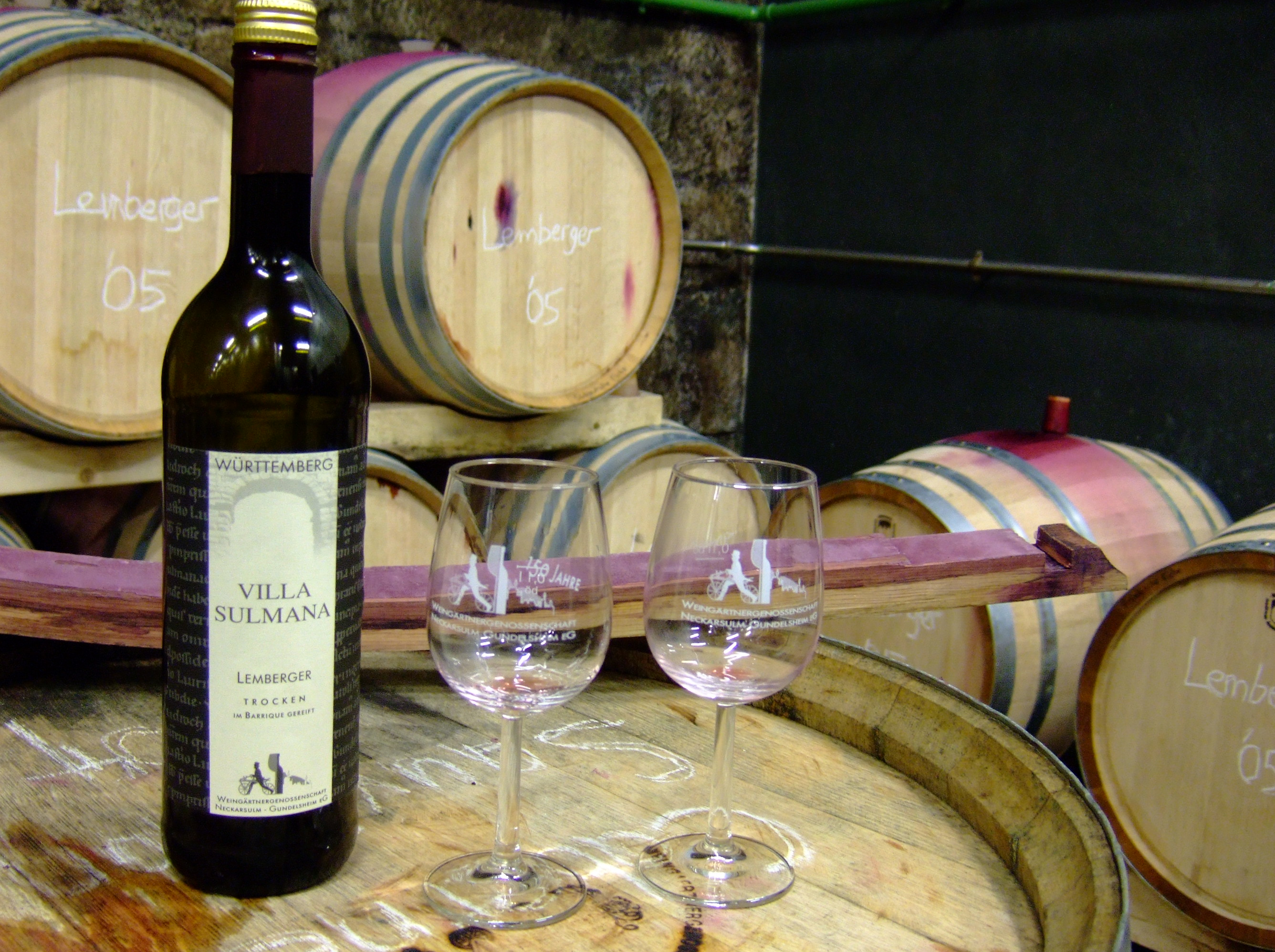
Vino di Württemberg

La Germania è anche un paese produttore di vino. Con 100 000 ettari di vigne e più di cento viti, la Germania si piazza all'ottavo posto mondiale di produzione di vino. Produce principalmente vino bianco (2/3 della produzione), le cui viti principali sono il Riesling e il Müller-Thurgau. Da qualche anno i vini rossi, come il Dornfelder o il Spätburgunder, hanno visto la loro produzione aumentare fino a raggiungere un terzo della produzione totale. Esiste inoltre un'importante produzione di vini spumanti, principalmente con il metodo Charmat. L'uva è coltivata nel Sud della Germania, sulle rive del Reno o della Mosella e anche in Assia renana, in Franconia e nel Baden e di Württemberg. Sembra che la tradizione vinicola della Germania dati dal tempo dei Romani che avrebbero introdotto dei ceppi di vitigno.
Tra le bevande analcoliche sono diffuse l'Apfelschorle, ovvero succo di mela diluito con acqua gassata, e lo Spezi, una mistura di cola e aranciata o limonata. L'acqua gassata, il cui processo di produzione industriale fu brevettato nel 1783 dall'imprenditore tedesco Johann Jacob Schweppe è piuttosto popolare nel paese.

## Specialità per regioni

### Germania sudoccidentale

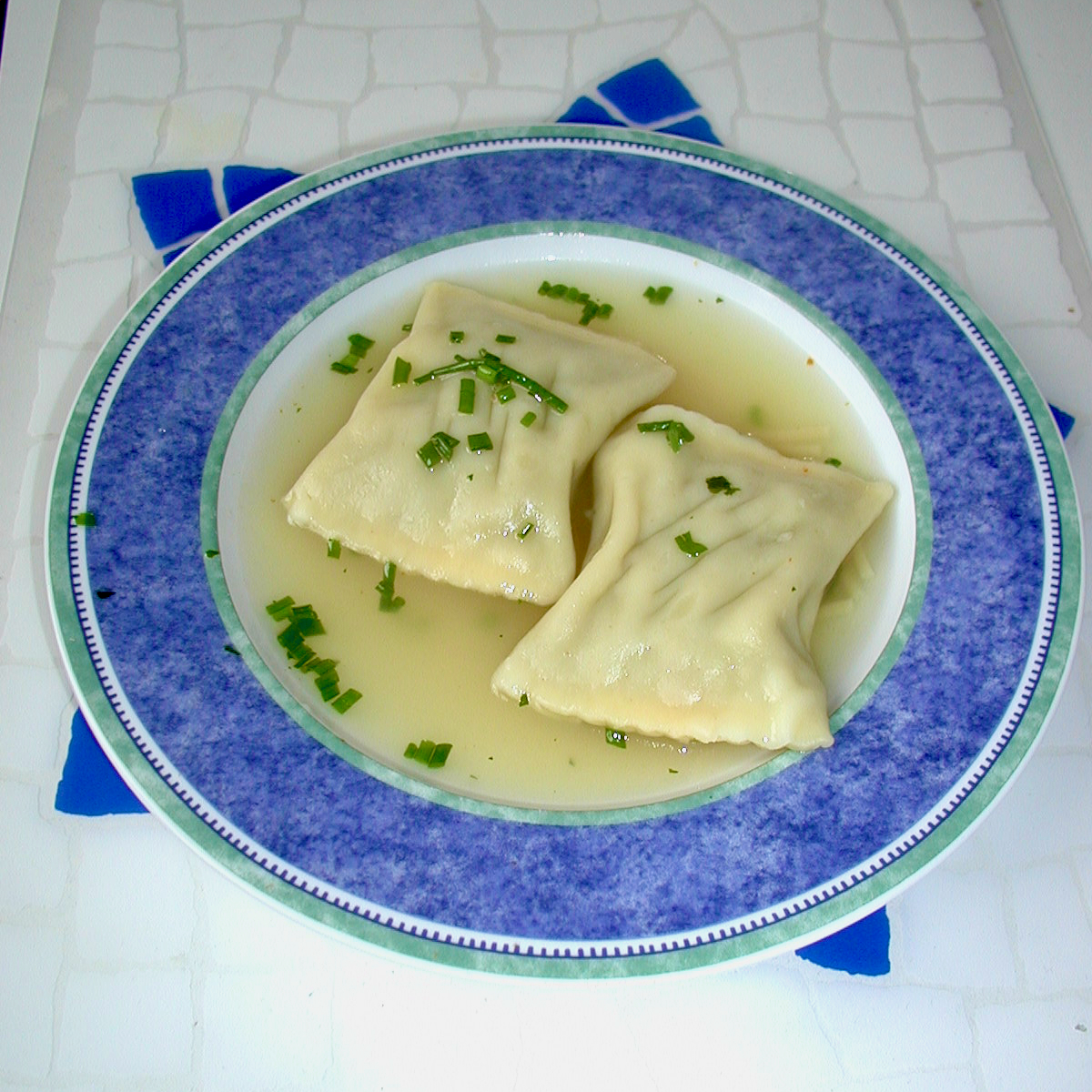
Zuppa di ravioli.

Nel Sud Ovest della Germania (Baden, Palatinato, Saarland), la cucina subisce l'influenza della vicina Francia. Il Flammkuchen e il riesling sono tipici come il Dibbelabbes della Saarland, piatto di patate grattugiate, di lardo e di porri bolliti in casseruola. In questa regione si mangiano gli Schupfnudel, una sorta di tagliatelle di purè di patate. Si preparano delle ciliegie al kirsch e si cucinano i crauti al vino bianco. È anche il paese del Pfälzer Saumagen, la pancia di maiale farcita da una miscela di carne di maiale, di salsicce e di patate, passata al tritacarne, piatto caro al palato del cancelliere Helmut Kohl. Le lumache sono considerate come una specialità regionale che si consumano in zuppa (badische Schneckensuppe). Si può gustare la torta della Foresta Nera, un dolce al cioccolato, ciliegie e panna montata.
La cucina sveva è una sapiente miscela d'influenza italiana, francese, bavarese e austriaca. Gli Spätzle (tagliatelle all'uovo) accompagnati da numerosi piatti come lo Zwiebelrostbraten (bistecca alle cipolle) quando non è l'ingrediente principale come nelle tagliatelle al formaggio (Kässpätzle) o le tagliatelle alle lenticchie. Sono inoltre originari della Svevia i Maultaschen (ravioli) e il Gaisburger Marsch (ragù di manzo), l'insalata di salsicce, i ravioloni di manzo, accompagnati da patate saltate. Si consumano anche, ma meno frequentemente del passato, delle frattaglie come il fegato, i reni e la trippa. Sulle rive del lago di Costanza sono apprezzati i pesci d'acqua dolce, come il pesce persico o il coregone bianco.

### Baviera
La cucina bavarese è molto vicina a quella della Boemia o dell'Austria. Si può degustare una vasta gamma di dolci e una grande varietà di Knödel (gnocchi): Germknödel (gnocchi farciti di confettura) o Zwetschgenknödel (gnocchi farciti di prugne), Leberknödel (polpette al fegato), Dampfnudeln (piccoli panini cotti al vapore) e Semmelknödel (canederli). Tra i piatti tradizionali ci sono l'arrosto di maiale bavarese, servito con delle polpette di patate e insalata di cavolo, il manzo di stagione e il Schlachtschüssel, piatto costituito da petto di maiale cotto, salsicce di fegato e di budella fritte servite con i crauti e polpette di patate.
Caratteristica delle abitudini culinarie della Baviera, la seconda colazione si compone di Weißwürste (salsiccia bavarese a base di vitello), Leberkäse ("formaggio di fegato", uno sformato con pasta simile al wurstel) e di Kronfleisch (gamba di vitello). Le salsicce e il pane di carne sono accompagnati da mostarda dolce e da brezel. La carne è condita da rafano e accompagnata da pane di segale. Si beve in queste occasioni volentieri una birra bionda.

### Franconia
La cucina della Franconia è conosciuta prima di tutto per le sue salsicce e il suo pan di zenzero di Norimberga. Le salsicce sono in generale accompagnate da un'abbondante insalata di patate. I franconi apprezzano anche la salsiccia grigliata e il blaue Zipfel (salsicce bianche cotte in brodo), l'insalata di salsiccia di Norimberga (Nürnberger Gwerch), le carpe in brodo o cotte al forno, la spalla di maiale accompagnata da polpette di patate e da una salsa alle cipolle (Bamberger Zwiebeln). Al momento del caffè si degustano dei bignè (Knieküchle o Krapfen) farciti con una confettura di rosa canina.

### Assia

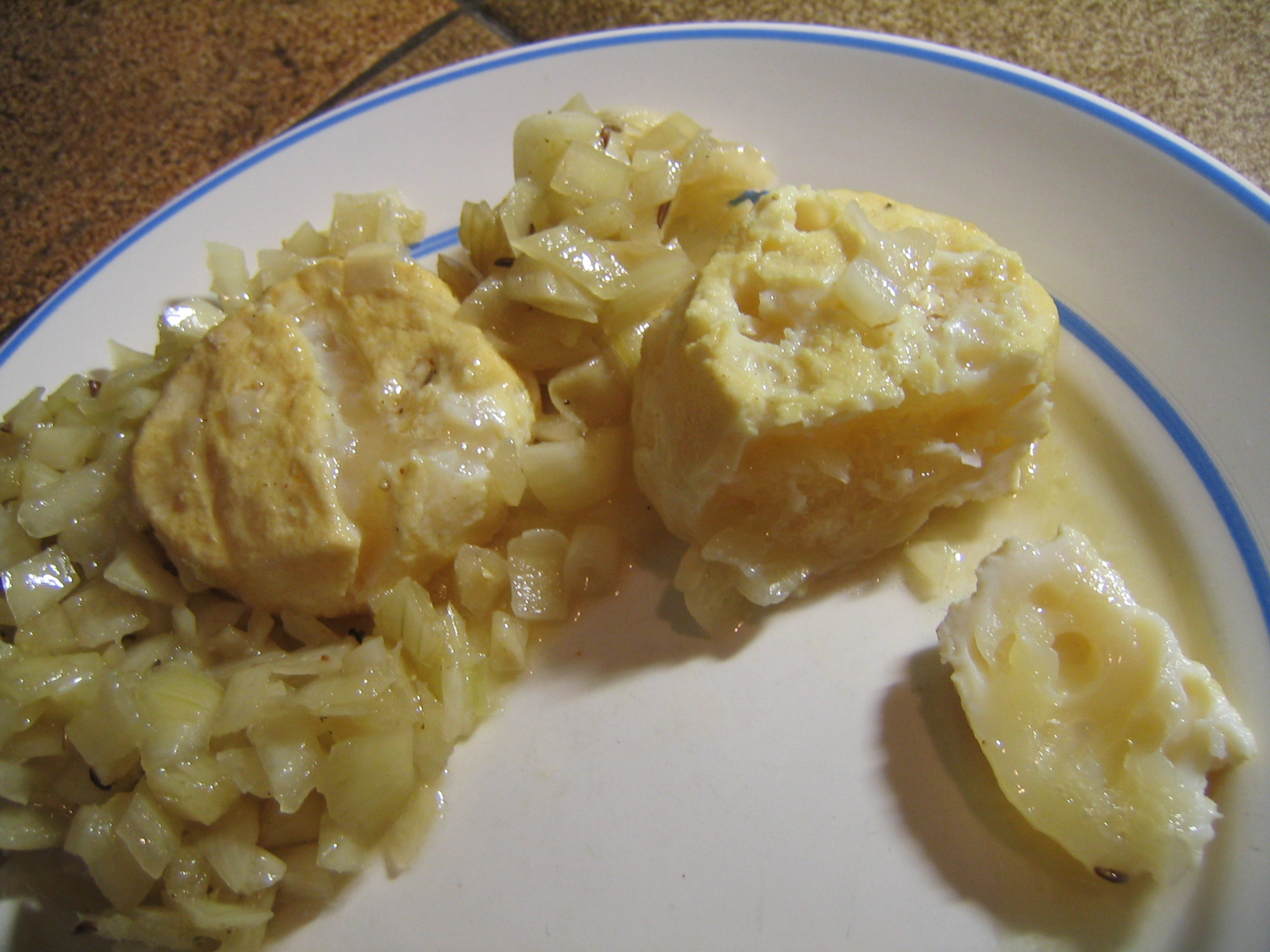
Handkäse mit Musik.

La cucina dell'Assia del Sud è proposta nei tradizionali pub o birrerie. Il cliente può scegliere tra Handkäse mit Musik, formaggio di latte cagliato servito in una salsa d'aceto e alle cipolle, delle patate alla salsa verde, del maiale salato (Frankfurter Rippchen o Mainzer Rippchen) con dei crauti e del purè di patate, o delle salsicce di manzo che si gustano con del pane di segale e rafano. Il Bethmännchen è una tortina alle mandorle dell'Assia del sud tradizionale durante il periodo dell'Avvento.
L'Assia del Nord possiede una cucina specifica che non è seguita nel Sud. Gli Ahle Wurst sono una specialità di salsicce affumicate seccate e il Weckewerk è un piatto a base di carne tritata, di brodo e di pane. Si mangia anche della quiche a farina di segala e della Duckefette, una sorta di salsa alla cipolla. La salsa verde è anche popolare in questa regione, ma è composta da un'altra miscela d'erbe.

### Renania

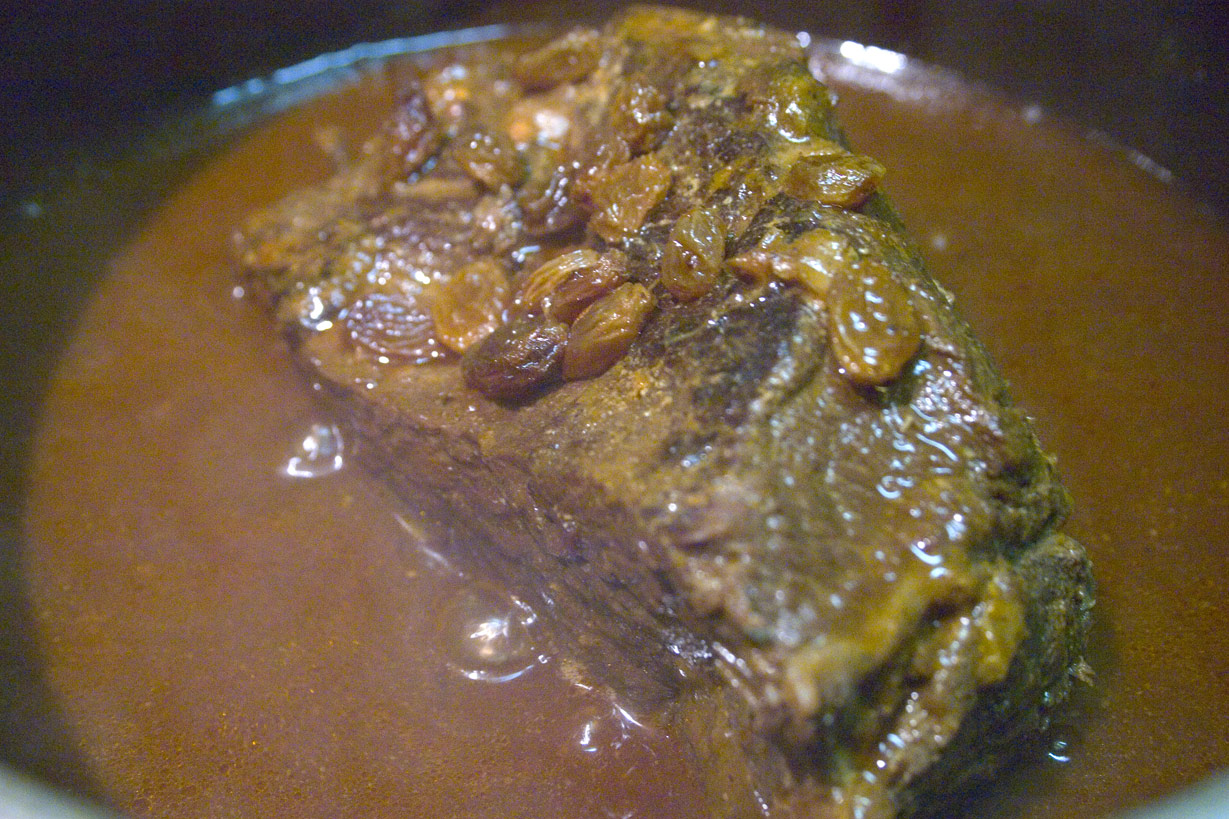
Sauerbraten

La cucina renana è marcata dalla sua prossimità al Belgio, ai Paesi Bassi e alla costa. Gli abitanti di Colonia sono affezionati alla carne di cavallo nella loro versione locale della Sauerbraten (carne marinata servita con un accompagnamento agrodolce) e sono anche amanti della Kölsch, la loro birra locale, che si accompagna a panini al gouda (Halve Hahn) e della flangia alle cipolle (Kölsche Kaviar). Si gusta una vasta varietà di piatti a base di cozze. Celebre è il buffet della Bergische Kaffeetafel, presente a Berg attorno ad un caffè. La Schnippelbohnensuppe è una zuppa ai fagioli verdi in macedonia profumata alla satureja. Si apprezza anche una varietà di crêpes e di gallette di patate.

### Germania nordoccidentale

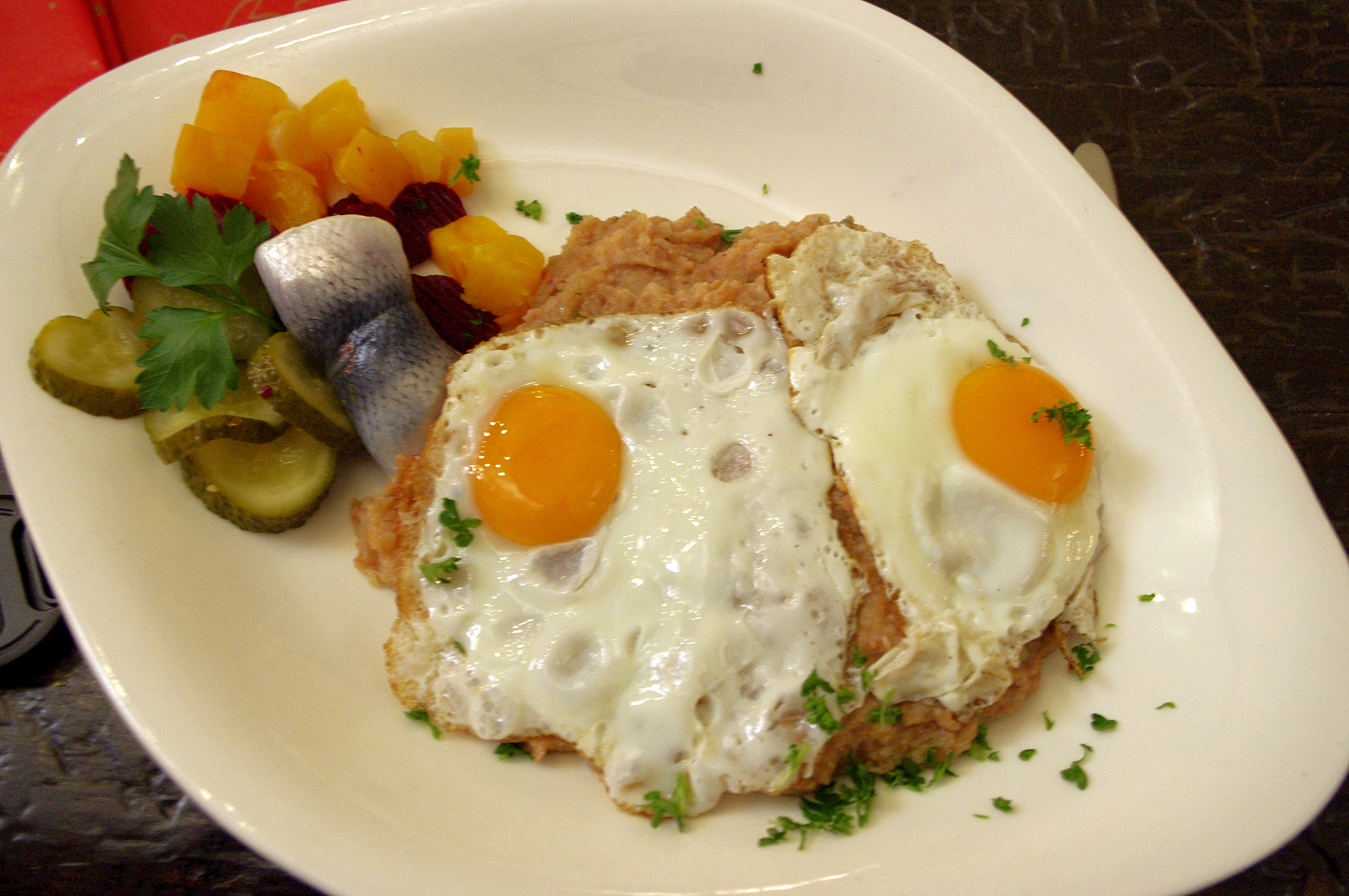
Labskaus con uova, rollmops, sottaceti e zucca in agrodolce.

La cucina del Nord Ovest della Germania (Bassa Sassonia, Brema, Amburgo, Schleswig-Holstein, Westfalia) è segnata dalla sua prossimità al mare, le paludi di Marsch e del Geest, estese di terra leggermente più elevate del resto dell'Olanda. Gli abitanti delle città vicine al litorale consumano tradizionalmente una gran varietà di pesci (passere, aringhe, merluzzi) e frutti di mare, come i granchi e, anche se non contiene alcun pesce, il labskaus (piatto a base di carne in scatola, patate in purè e di cipolle).
Gli ingredienti fondamentali di questa cucina sono le patate, il cavolo e le carote. Il pane di segale è caratteristico e si trova anche tutta una varietà di pane di grano saraceno.
La carne di manzo o di maiale, così come il pesce, sono spesso affumicati. Le salsicce come il Breggenwurst e il Kohlwurst sono piatti tipici. Il lardo profuma la cottura di pesci e del cavolo verde, che è un accompagnamento tradizionale a numerosi piatti.

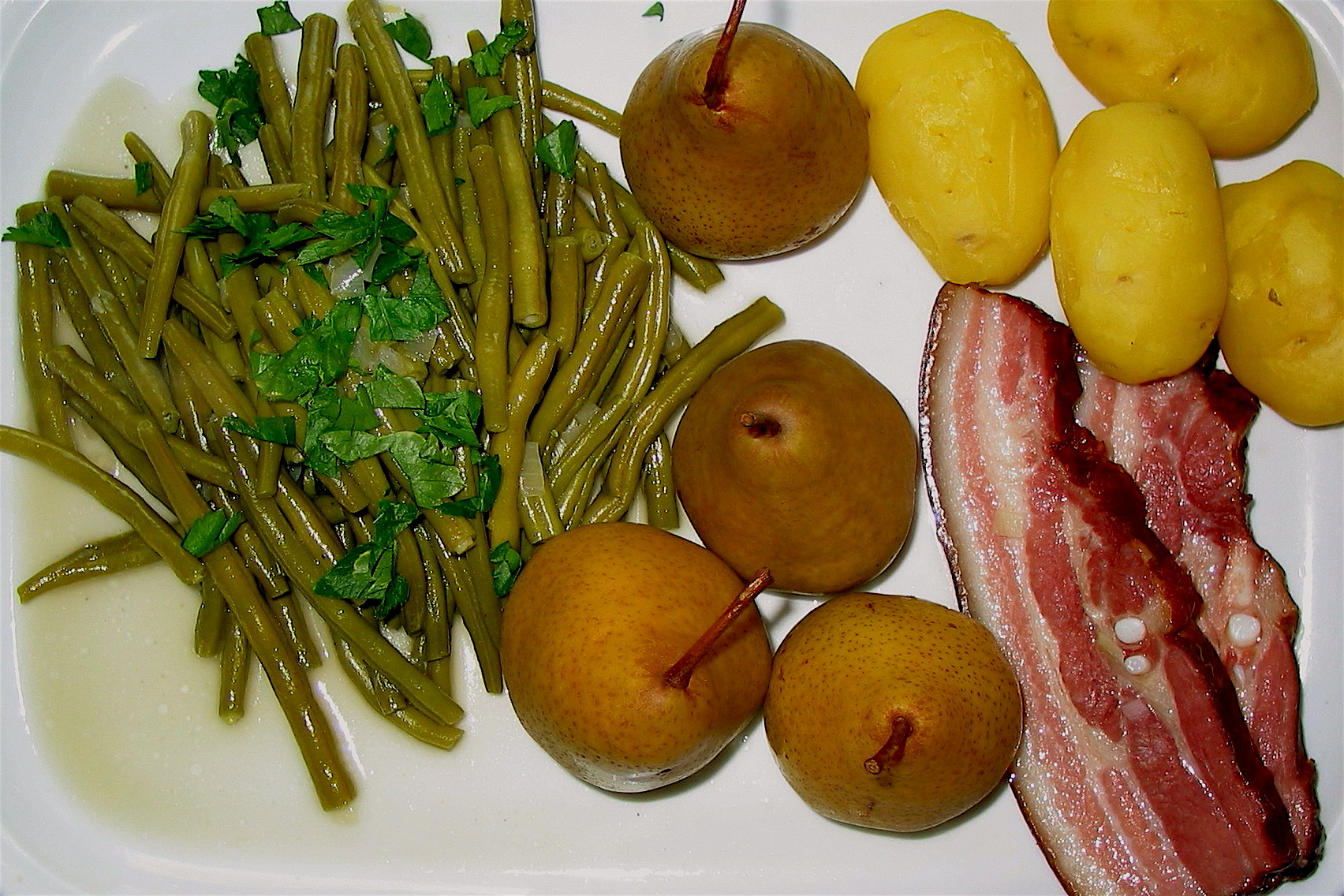
Birnen, Bohnen und Speck (pere, fagiolini e pancetta)

I ragù sono piatti abbondanti tipici della regione, cucinati secondo la moda agrodolce con frutti cotti o canditi. Questo è il caso del piatto agrodolce chiamato Birnen, Bohnen und Speck (pere, fagiolini e pancetta) e della zuppa d'anguilla di Amburgo. Si trova poi una varietà di ragù di rape e di carote come il Lübecker National e lo Snuten un Poten (variante che contiene salsicce con sopra maiale affumicato). In estate, si possono degustare zuppe leggere di verdure come la Hochzeitssuppe, zuppe al latte e crêpes ai frutti.

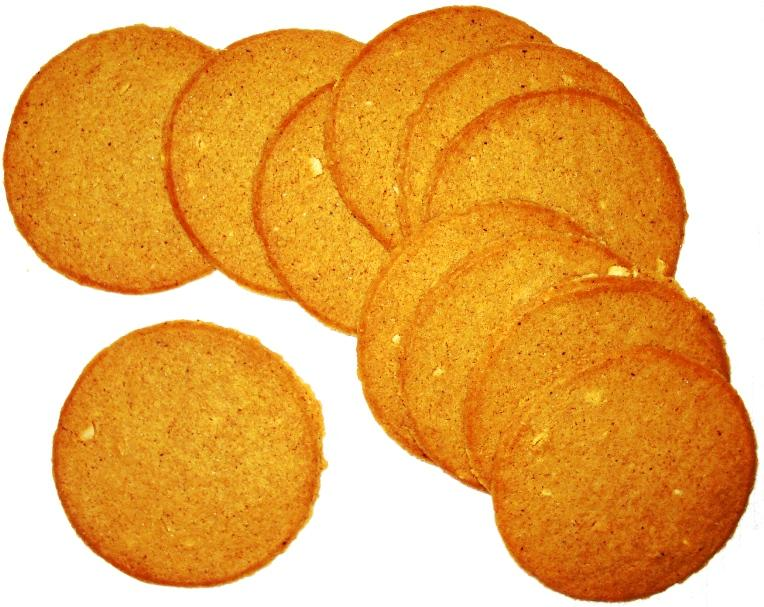
Braune Kuchen

Il dolce tradizionale è il rote grütze, una specie di passato di frutti di bosco cotti nel vino con Kirschwasser (liquore di ciliegie), servito con una crema. Si servono anche biscotti profumati alla cannella, ai chiodi di garofano o al miele (le Braune Kuchen), torte al burro e alla cannella (Butterkuchen) così come piccoli panini dolci al burro e alla cannella (Franzbrötchen). Di questa regione è originaria la Pharisäer, una bevanda a base di caffè e rum.
Senza sbocchi sul mare, la regione di Westfalia-Lippa possiede una cucina senza pesce. Il suo prosciutto è una specialità regionale. Si mangiano anche dei Pickert, specie di gallette di patate, un ragù di carne molto speziato (il Pfefferpotthast), coniglio al pepe (Hasenpfeffer), dei Panhas (specialità di salsiccia a base di salumi e sangue di maiale) e pane di segale (Pumpernickel).
Il Grünkohl mit Pinkel, piatto costituito da cavolo fritto con salsiccia affumicata di semole (Pinkelwurst), è una specialità del Nord della Germania.

### Germania nordorientale
La cucina del Nord della Germania (Meclemburgo-Pomerania, Brandeburgo e Berlino) è abbondante e influenzata dai paesi vicini (Slesia, Prussia Orientale). I piatti tipici della cucina berlinese sono lo stinco di maiale lessato (Eisbein), le salsicce al curry (Currywurst), prosciutto cotto, il Bockwurst (salsiccia servita con pane e mostarda) e le polpette di carne. Si trovano anche dei piatti d'origine dell'Europa dell'Est come la solyanka, zuppa speziata e aspra d'origine ucraina, e il lecsó, una sorta di caponata d'origine ungherese. A questa si aggiungono anche tradizionali piatti di pesce, in particolare i pesce del mar Baltico (merluzzi), di lago (lucci, sarde e trote). Le patate, le barbabietole, i cetrioli così come i piatti di selvaggina giocano un ruolo importante. Durante il carnevale si possono gustare i Berliner Pfannkuchen (ciambelle di carnevale). Il Brandeburgo è celebre per le sue torte, i suoi dolci, le sue crêpes, gallette e il suo Beetenbartsch (bortsch alla barbabietola rossa).
Inoltre vanno aggiunta a questa zona una specialità della ex provincia prussiana, la Prussia Orientale, oggi Russia, le Königsberger Klopse, tipiche della città di Königsberg, oggi Kaliningrad. Nel 2022 è stato inserito dalla CNN tra i migliori piatti tedeschi.

### Germania centrale
La cucina di Sassonia, Turingia, Sassonia-Anhalt è conosciuta per la sua cucina energica e la sua birra. I piatti esteri come la solyanka e il Lecsó sono molto apprezzati. La ricchezza dei terreni della regione permette colture varie e quindi si trova nella cucina locale si trova una vasta gamma di frutta e verdura. 

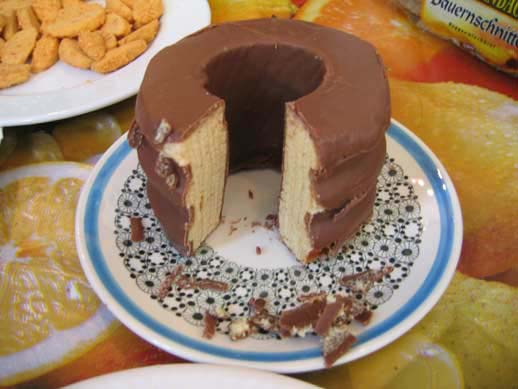
Baumkuchen

La Sassonia-Anhalt è la culla delle salsicce di Halberstadt e di diverse ghiottonerie come il celebre Baumkuchen (torta a forma di albero cotto alla brace) di Salzwedel. Il Nord del paese possiede una cucina regionale a base di cavolo e asparagi. Lo Harz è conosciutissimo per la ricchezza della sua fauna e per il suo formaggio. Il Sud è consacrato alla viticultura. A Freyburg si trova la più grande produzione di vino spumante.
In Turingia si trova una cucina comune a quella dell'Assia e della Franconia. Si possono apprezzare le specialità locali come le polpette, le salsicce grigliate, il Mutzbraten (spalla di maiale grigliata e marinata) servito frequentemente con i crauti. Le tagliatelle e le polpette sono molto apprezzate con le patate. Nella valle della Saale e dell'Ilm, il cui centro è Bad Sulza, si pratica la viticultura.
In Sassonia la cucina è influenzata da quella dell'Austria, della Cechia e della Slesia; si può trovare il Allerlei di Lipsia (un piatto di verdure costituito da carote, pisellini, asparagi, fagiolini e cavolo) e il Christstollen, dolce natalizio di Dresda. La sua vicinanza culturale all'Austria permette di ritrovare il gusto condiviso per il caffè e i pasticcini. La Sassonia è conosciuta per i suoi Quarkkäulchen (gallette zuccherate alle patate e al formaggio), i suoi Eierschecken (tortini alle uova e al formaggio), i Lerchen (tartellette alla pasta di mandorle) di Lipsia, il suo prosciutto cotto, la sua zuppa di patate ed il Sauerbraten. Con l'influenza della popolazione sveva, il Quark (specie di formaggio) all'olio di lino è molto popolare ed è considerato come una specialità locale. I vini (Elbwein) di Sassonia sono anche molto popolari.

## I piatti tipici
Tra i piatti maggiormente celebri della tradizione culinaria tedesca, troviamo:
- Brotsuppe (zuppa di pane): zuppa a base di pane con verdure e patate e con l'aggiunta di un tuorlo d'uovo.
- Abgebräunte Kalbshaxe (stinco di vitello fritto): la carne viene prima bollita e poi fritta nello strutto.
- Rollmops: involtini di aringhe marinate in aceto arrotolate su un cetriolino sott'aceto.
- Thüringer Rostbratwurst: salsiccia arrostita di Turingia.
- Costolette di capriolo ai mirtilli: costolette di capriolo cotte nel burro e accompagnate in tavola con confettura di mirtilli rossi come condimento.
- Apfelstrudel: strudel di mele (tipico anche della tradizione altoatesina).
- Käsekuchen (torta al formaggio): torta a base di pasta frolla ripiena con un composto di formaggio e aromi.[18]
- Pfannkuchensuppe: brodo di carne a cui vengono aggiunti tagliolini ricavati da crespelle tagliate finemente
- Erdäpfelkäse (o Kartoffelkäse) (letteralmente "formaggio di patate"): diffuso in Bassa Baviera, è un composto di purea di patate e panna acida aromatizzate. Nonostante il nome, non contiene formaggio.
- Sauerbraten: stufato, in genere di carne bovina marinata e poi cotta in acqua, aceto e spezie (si trova anche in altri paesi di lingua tedesca)